# F–4 Phantom II
Az F–4 Phantom II két hajtóműves, szuperszonikus repülőgép-hordozó fedélzeti vadászbombázó repülőgép, melyet az Egyesült Államokban a McDonnell Douglas fejlesztett ki az 1950-es évekre. Alkalmazták légi fölény, csapásmérő és felderítő feladatokra is, nagy mennyiségben épült és több mint 60 évvel a bemutatása után is üzemelteti néhány ország légiereje.
Az 1960-as, 1970-es évek egyik legkorszerűbb, legsokoldalúbb harcászati repülőgépe volt, kilenc felfüggesztési csomópontján több mint 8400 kg-nyi fegyvert tudott 600 km feletti hatósugáron belül bevetni. Légiharc-rakétáktól a hagyományos siklóbombákon túl precíziós csapásmérésre és képessé tették, nagy számban a vietnámi háborúban került bevetésre. 1959-től tizenhat repülési rekordot állítottak fel a típussal, köztük abszolút sebességi és csúcsmagassági rekordokat.

## Gyártás

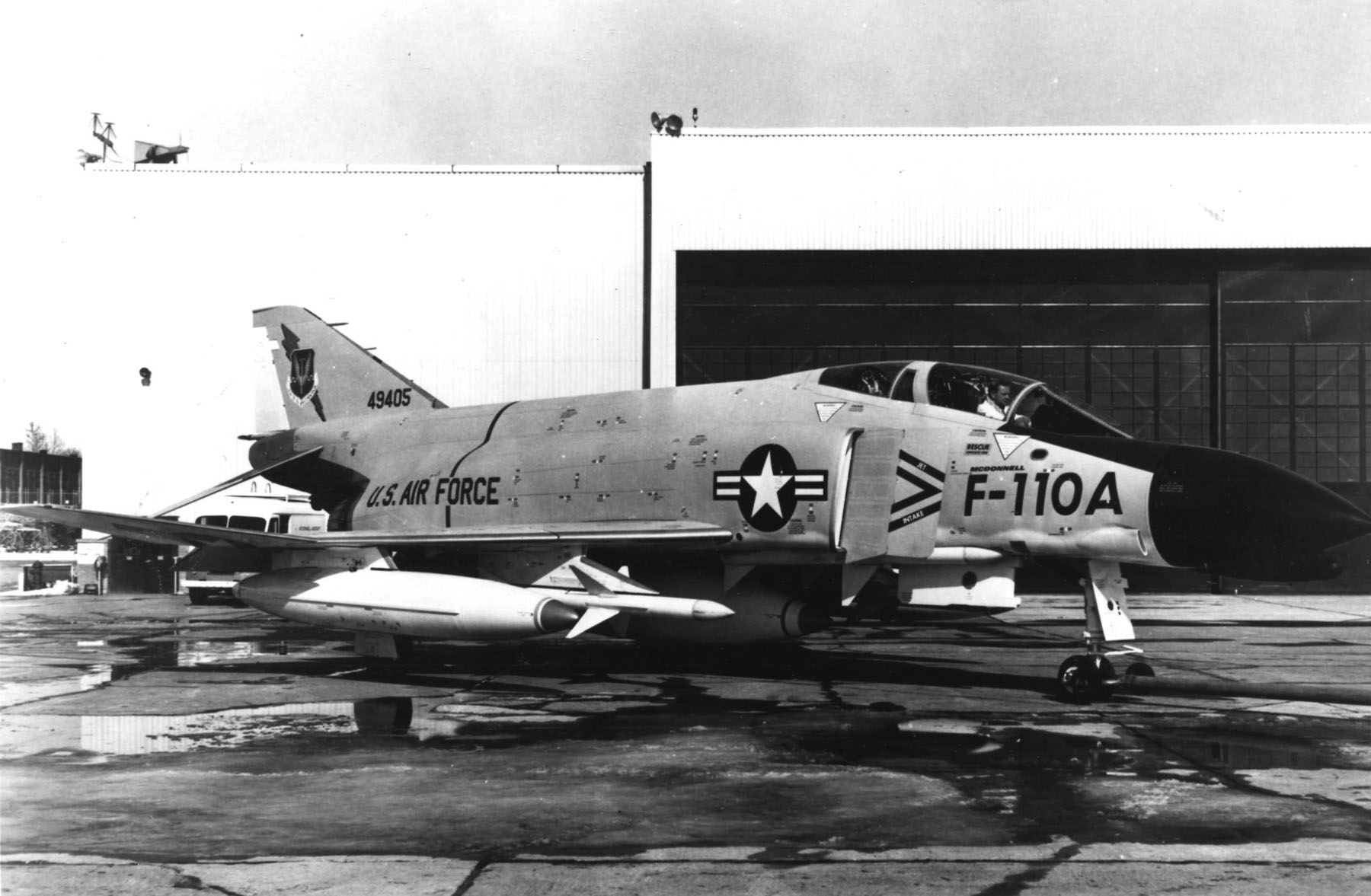
Az első, a „százas széria” nyomán csak F–110A Specter néven nevezett változat, amely később az F–4C típusjelölést kapta

A típus változatainak gyártása a McDonnell Aircraft, majd a fúziót követően a McDonnell Douglas gyáraiban történt, 1958 és 1979 között 5057 darabot szereltek össze a missouri St. Louisban, illetve a Japán által megrendelt 140 darab F–4EJ-ből 138-at helyben a Mitsubishi Heavy Industries gyártott le (összesen 5195 darab). Az 5057 darabból az Amerikai Légierő 2874 darabot, a Haditengerészet és a Tengerészgyalogság 1264 darabot, a külföldi üzemeltetők pedig összesen 919 darab amerikai gyártású példányt vett át. Ezzel a gyártásmennyiséggel az F–4 vezeti az Amerikában gyártott szuperszonikus vadászrepülőgépek listáját. Az 1966–1967-es években a gyártási mennyiség átlagosan 63 darab repülőgép volt havonta. A gyártási csúcsot az 1967-es év jelentette, ahol egy hónapban 73 darabot adtak át. Tizenegy évvel később, 1978-ban már csak mindössze 4-6 darab gördült ki havonta a gyár végszerelő csarnokából, ugyanis ekkoriban már főként az F–15 Eagle gyártása jelentette a fő programot. A típus gyártásának 21 éve alatt átlagosan évente több mint egymillió munkás foglalkoztatását biztosította a McDonnellnél.
Gyártási mérföldkövek közül kiemelkedik néhány esemény. Az ezredik Phantom II egy F–4B volt, melyet 1965. július 7-én adták át az Amerikai Haditengerészetnek. Két évvel később a kétezredik gépet, egy F–4D-t 1967. február 21-én a Légierőnek. Mindössze tizenhét hónappal később adták át a háromezredik gépet, egy F–4J-t a Haditengerészetnek 1968. augusztus 28-án. A négyezredik gépet, egy F–4E-t 1971. február 1-jén vette át a Légierő, majd az ötezrediket, egy szintén F–4E-t a Török Légierőnek adták át 1978. május 24-én. Az utolsó amerikai gyártású F–4 az 5057. F–4E lett (80744) és a Dél-koreai Légierő vette át. Last St.Louis built Phantom felirattal, kéttónusú szürke festéssel gurult ki 1980-ban a végszerelő csarnokból. Állítólag ezt követően még további 6 darab RF–4E készült Iránnak, ezeket azonban már nem szállították le, hanem az Amerikai Tengerészgyalogság vette át őket, sorsuk azonban máig ismeretlen. Japánban a 138. saját gyártású F–4EJ – lajstromszáma 17–8440 – 1981-ben gurult ki a Mitsubishi üzeméből. Ez volt az 5195. és egyben utolsó legyártott F–4 Phantom II.
A gyártási mennyiségek eloszlása egyelőre nem tisztázottak pontosan, az 5195 darab az alábbi táblázatban összesített.
| Altípus               | Legyártott mennyiség                                               | Gyártó                                   |
| --------------------- | ------------------------------------------------------------------ | ---------------------------------------- |
| XF4H–1                | 2 db prototípus Bureau Numbers (BuNo): 142259, 142260              |                                          |
| F4H–1F / F–4A         | új építés, 45 db                                                   |                                          |
| TF–4A                 | átalakítás, kisszámú (na.) F–4A-t alakítottak át oktató változatra |                                          |
| F4H–1/F–4B/NF–4B      | új építés, 649 db                                                  |                                          |
| DF–4B                 | na., F–4B-ket alakítottak át célrepülőgépnek                       |                                          |
| EF–4B                 | átalakítás, 1 db F–4B-t ECM-géppé                                  |                                          |
| QF–4B                 | átalakítás, 25 db F–4B-t hangsebesség feletti célrepülőgéppé       |                                          |
| F4H–1P / RF–4B        | új építés, 46 db                                                   |                                          |
| YRF–110A / YRF–4C     | új építés, 2 db prototípus                                         |                                          |
| F–110A Specter / F–4C | új építés, 583 db                                                  |                                          |
| EF–4C Wild Weasel IV  | 36 db                                                              |                                          |
| RF–4C                 | új építés, 503 db                                                  |                                          |
| F–4D                  | új építés, 825 db                                                  |                                          |
| EF–4D Wild Weasel IV  | átalakítás, 2 db F-4D-ből                                          |                                          |
| F–4E                  | 1370 db (az F–4EJ-kel összesen 1527 darab új építés)               |                                          |
| F–4EJ                 | 138 db (a 140-ből)                                                 | 138 db a Mitsubishi Heavy Industries-ben |
| RF–4E                 | új építés, 146 db                                                  |                                          |
| RF–4EJ                | 14 db                                                              |                                          |
| F–4F                  | új építés, 175 db                                                  |                                          |
| TF–4F                 | na., a német Luftwaffének épített oktató változatok                |                                          |
| F–4G Wild Weasel V    | átalakítás, 134 db F–4E-ből                                        |                                          |
| F–4J                  | új építés, 522 db                                                  |                                          |
| YF–4K                 | új építés, 2 db                                                    |                                          |
| F–4K                  | új építés, 50 db                                                   |                                          |
| YF–4M                 | új építés, 2 db                                                    |                                          |
| F–4M                  | új építés, 116 db                                                  |                                          |
| F–4N                  | átalakítás, 228 db F-4B-ből                                        |                                          |
| F–4S                  | átalakítás, 302 db F-4J-ből                                        |                                          |
| Összesen:             | 5195 darab                                                         |                                          |

## Szerkezeti felépítés és tervezési sajátosságok

### Sárkány, szárny és vezérsíkok
Az F–4 teljesen fémépítésű, két hajtóműves, alsó trapézszárnyas repülőgép. A félszárnyak külső felét, mely a repülőgép-hordozó fedélzeti üzemnek megfelelően hidraulikusan felhajtható, 12°-ban megtörték fölfelé, ezzel javítva az orsózási irányú stabilitást. A rendszert a szárazföldi üzemű változatokon is meghagyták és ritkán, de alkalmazták. A belépőélek, melyeket a félszárny közepén „kutyafogakkal” láttak el, teljes hosszában 30°-ra kitéríthető orrsegédszárnyat, lehajtható belépőéleket helyeztek el, melyek az első típusváltozatokon három részre voltak osztva, később az E változatnál már csak egy-egy orrsegédszárny üzemelt. A belépőéleket meleg levegővel fűtötték a jegesedés elkerülése miatt (felhajtott szárnyvégnél látszik a hármas fűtőcső). A kilépőélek belső felén 60°-ig kitéríthető fékszárnyat, melyet a világon elsők között, határréteg-lefúvó rendszerrel szereltek fel. Az ehhez szükséges levegőmennyiséget a gázturbinákból juttatták el a fékszárnyak forgósíkjához, azok teljes szélességében biztosítva a lefúvást. Mellettük a külső részen lettek elhelyezve a csak lefelé kitéríthető csűrőlapok (aileron-ok, minimális mértékben kitéríthetőek voltak felfelé), melyek kombináltan a felső szárnyfélen, előttük elhelyezett áramlásrontó lapokkal (spoiler-ek) együtt látták el a csűrést, rendszerint az eltérő oldaliakat felváltva alkalmazva. A felső áramlásrontó lapokat nagy sebességnél, a mögöttük levő lefelé mozgókat pedig kisebb sebesség mellett alkalmazták. A főfutómű-aknák mögött közvetlenül lettek elhelyezve a hidraulikus működésű törzsféklapok. Ezek a lapok Mach 2,4-nél is alkalmazhatóak voltak, céljuk a nagy sebességről történő azonnali lelassítás volt.
A típuson alapvetően háromféle szárnyat alkalmaztak a gyártás és üzemeltetés során: a kezdeti haditengerészeti A/B változat szárnyát a légierő C/D változatain alkalmazottal váltották le, melyekben a nagyobb átmérőjű, szélesebb főfutókerekek elhelyezése miatt a főtartók törzscsatlakozásai között meg kellett növelni a fogadó akna „púpját”. Ez a szárny került alkalmazásra a Haditengerészet J változatain is. Ezt követte a Légierő E változatain alkalmazott léces orrsegédszárny-párral felszerelt szárny, amelyhez nagyon hasonló kialakítású lett alkalmazva a haditengerészeti S változaton is (a lécprofilok nem egyeznek meg az E és az S változatokon). Ezeken túlmenően, a lehajtható belépőéleket, melyek ún. zongorazsanérokon billentek le a szárny alsó síkján, több részre osztották a szárnyak fejlesztése során: a kezdeti kétrészes osztás megmaradt, azonban a J változat 1966 júniusi hadrendbe állásával a belső fél mozgatását megszüntették (a zongorazsanér-sor végig megmaradt az E változatok gyártásának befejezéséig).
A 23°-ban lefelé döntött vízszintes vezérsíkok teljes egészében elfordíthatóak, és magassági kormányként szolgálnak. A későbbi változatokon a magassági kormányok belépő élein örvénygerjesztő merev orrsegédszárnyakat szereltek fel, melyek az új gyártású tengerészeti J (1966 júniusa) és a légierő E változatain kerültek először alkalmazásra, majd folyamatosan átépítették az összes, akkor még aktív B és N (1972 júniusa) változatot is. Az átépítési csomag a Block 26-os sorozattól (F–4B) vált elérhetővé.
A függőleges vezérsík hagyományos kialakítású, ezen helyezték el az oldalkormányt, melyen kis aerodinamikai ballasztrúd is ki lett alakítva. A sárkány nagyrészt alumíniumötvözetekből, kis részben titánból készült. Titánlemezeket azokon a felületeken alkalmaztak, amik a gázturbinák nagy hőmérsékletű gázsugarainak közvetlenül ki voltak téve. Ilyen volt a magassági kormány belső fele, annak törzsbekötő-forgópontja és a farok alsó része. A törzs hátsó része alá, a két gázturbina kiömlőnyílása mögé hidraulikus működtetésű, nagy szilárdságú fémötvözetű fékhorgot szereltek fel. Ezt a szárazföldi üzemű repülőgépeken is megtartották kényszerleszállás esetén segítve a lassulást.
Az oldalkormány alatt a magassági kormányok mögött, a törzs leghátsó pontján helyezték el a 4,87 méter (16 láb) hosszú fékezőernyőt. Fedelének végében egy hűtőlyukat helyeztek el, mely a hátsó, hajtóművek miatt felhevült törzsrész hűtőrendszerének végpontja.

### Hajtómű
A repülőgép törzsébe két General Electric J79 típusú utánégetős egyáramú gázturbinás sugárhajtóművet építettek, ezek tolóereje 48,5 kN, 75,6 kN utánégetővel. Levegő-beömlőnyílásukat a törzs oldalán, a pilótafülke vonala mögött helyezték el. A beömlőnyílás belső-felső felületén mindkét hajtómű előtt másodlagos levegő-beömlőnyílásokat alakítottak ki, a hajtóművek gurulás közbeni nagyobb levegőigénye miatt, ezek a repülés közbeni pompázst is meggátolták. A beömlőnyílás keresztmetszete szabályozható volt, amely a transzszónikus sebességtartományban védte a kompresszorokat az ebben a tartományban fellépő nemkívánatos örvényáramoktól. Ez a rendszer beszabályozott, önműködő volt, a pilótának nem kellett beavatkoznia. A bal oldali hajtómű felett kapott helyet a segédturbina (ram air turbine), amely a repülés közbeni hajtómű-újraindításhoz és egyéb berendezésekhez szükséges villamosáramot állította elő kinyitása után. Lehetővé tette a villamos és hidraulikus rendszerek működését hajtóműleállás után is, lehetővé téve a biztonságos, futóműre történő kényszerleszállást.

### Belső és külső tüzelőanyag-rendszer

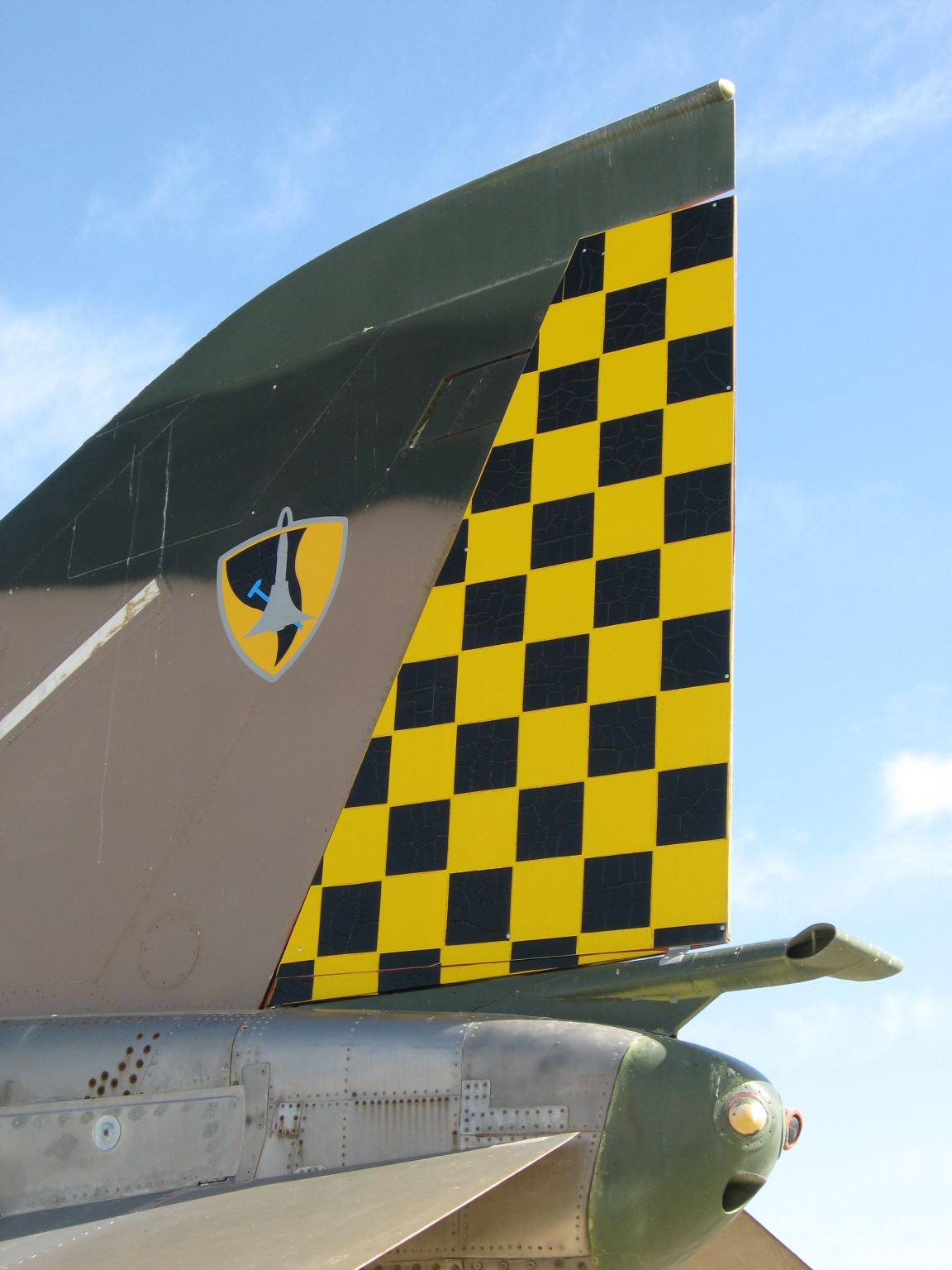
Egy izraeli F–4E-n jól megfigyelhető a két irányban elágazó üzemanyag-vészleeresztő csőcsonk az oldalkormánylap alatt, a fékezőernyő-zárókúp felett

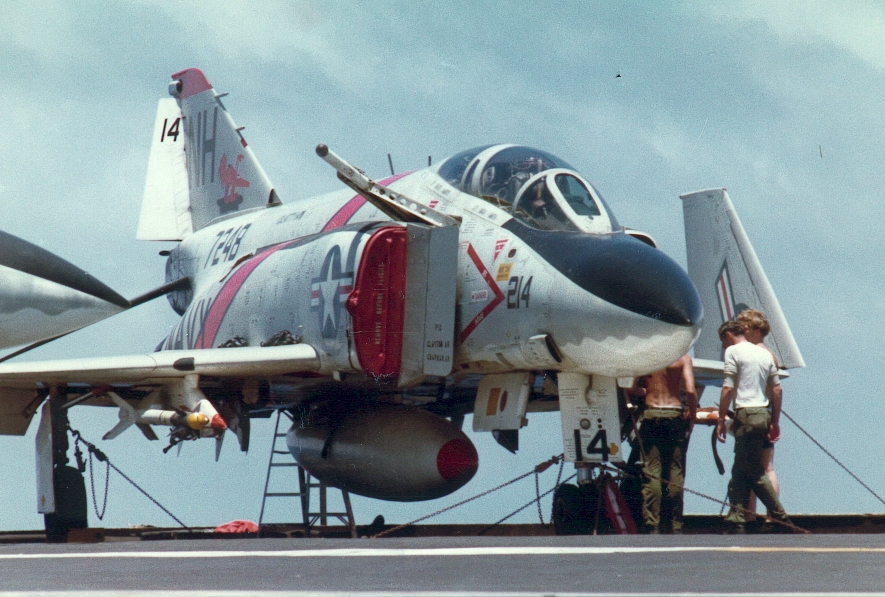
A VF–114 század új gyártású F–4J-je látható lenyűgözve a USS Kitty Hawk fedélzetén, 1970-ben (F–4J–40–MC sorozat; gyártási száma: 157248). Jól látható a kitolt légi-utántöltőcső és a törzs alá függesztett 600 gallonos póttartály. Ezt az alváltozatot ebben az évben vette át a század

Kezdetben hat belső tüzelőanyag-tartályt helyeztek el a törzsben. Az üzemanyag vész-leeresztő cső a fékezőernyő felett kapott helyet, mely két oldalra szórta szét a kiengedett kerozint, hogy a kiáramló gázsugarak ne robbantsák azt be. Légiutántöltő berendezéseket a szárazföldi változatok törzsgerincében helyezték el a pilótakabin mögötti szekcióban, a haditengerészeti változatokon pedig a jobb oldali beömlőnyílás feletti szakaszon, ami már a kezdeti A sorozatban kialakításra került.
A típusnak három felfüggesztési pontja „nedves” a kilencből. A törzsközépi, ahová egy 2271 literes (McDonnell gyártmányú, 600 gallonos), a szárnyfelek alá pedig egy-egy darab 1400 literes (McDonnell, vagy Sargent Fletcher gyártmányú) póttartályt lehetett függeszteni.

### Pilótafülke és katapultülés

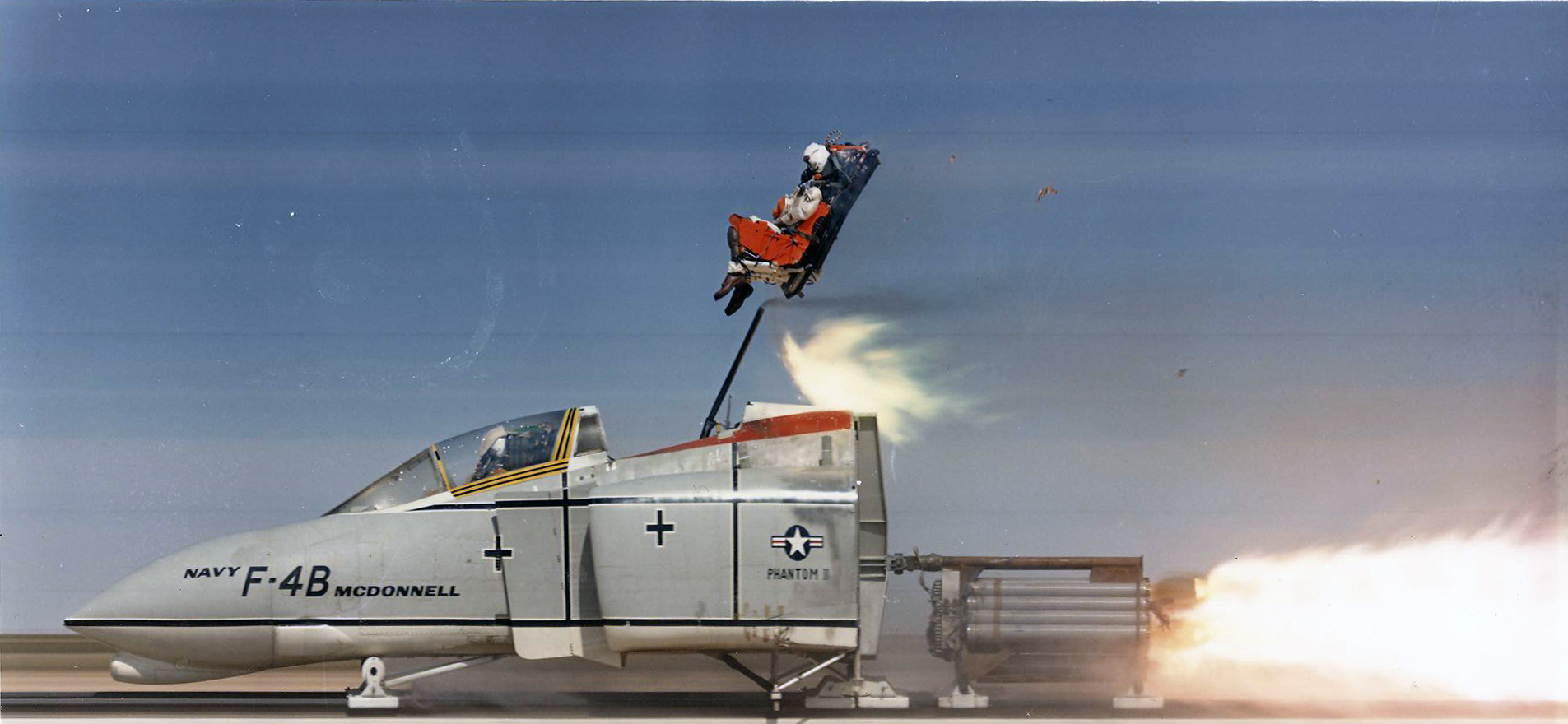
Egy kísérleti F–4B orrszekcióból nagy sebességű katapultálási tesztet hajtanak végre 1967-ben a China Lake-i kutatóközpontban, Kaliforniában. A rakétahajtású váz egy sínpályán fut, a Martin Baker katapultülésekben embernagyságú bábuk vannak bekötve

A repülőgép pilótakabinjában elöl ül a pilóta, melynek elsődleges feladata a repülés, manőverezés, üzemanyagok és a légtér felügyelete, hátul pedig a lokátor és a fegyverrendszer kezelője (a haditengerészetnél Radar Intercept Officer, RIO, a légierőnél Weapon System Officer, WSO néven nevezték). A kabintető anyaga műanyag, három részben osztott, hátra felfelé nyílik és kevéssé áll ki a törzsből, emiatt a kilátás, különösen hátrafelé, mai szemmel meglehetősen rossz. Maga a fülke tágas, ergonomikus, műszerezettsége átlátható és a kornak megfelelő volt, műszerei analóg mutatókkal felszerelt műszerek. A katapultülések a kezdeti változatokban Martin Baker 5-ös (Mk.5) típusúak voltak, az E változatban már a 7-es típus (Mk.7) változatait is alkalmazták.

### Futómű
A típus triciklielrendezésű futóművel lett felszerelve. A pilótakabin alatt helyezték el az orrfutót, amely hátrafelé húzható be, a szárnyfelek alatt a két főfutót, melyeken egy-egy kerék kapott helyet, oldalra befelé a hossztengely felé húzható be. Megjegyzendő, hogy a B változatokon a Légierő szárazföldi üzemre és a Haditengerészet hordozófedélzeteire alkalmazott abroncsköpenyek eltértek egymástól: a szárazföldi üzemű vékonyabb, futófelülete kisebb felületen érintkezett a betonnal, a hordozófedélzeti pedig szélesebb köpenyű és a futófelülete és a barázdái is szélesebbek. Mindkettő átmérője egyforma volt, a gumiköpenybeni barázda egyenes vonalú kivitelű. A C változattól kezdve nagyobb átmérőjű kerékabroncsot alkalmaztak, az E változaton a főfutóabroncsok huszonnégy rétegűek, 80×11,5–14,5 méretben, az orrfutóabroncsok tizennégy rétegűek, 18×5,5 méretben.

## Avionika és fegyverrendszer

### Fedélzeti rádiólokátor

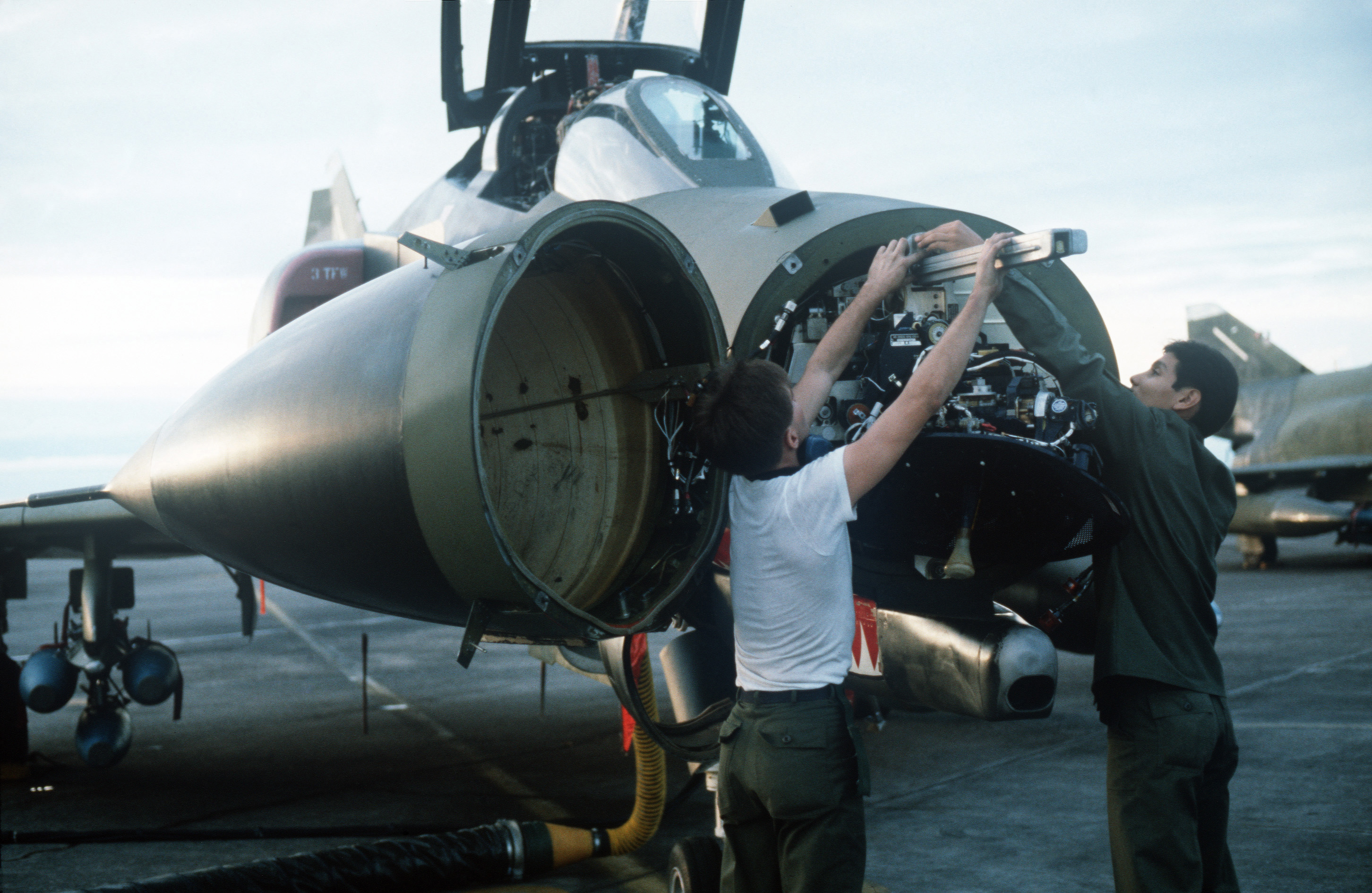
Az USAF 3. harcászati vadászezredének (3rd TFW) egyik F–4E gépét készíti fel műszaki személyzete a Clark Légierő-támaszponton az 1985 november végi Cope Max '85 hadgyakorlaton. Jól megfigyelhető a jobbra kinyitott orrkúp mögötti AN/APQ–120 rádiólokátor, valamint a törzsgyűrű mögött, nyitott helyzetben látható gépágyúteret szellőztető „kopoltyú” is

Az orrban egy 32 hüvelyk átmérőjű antennával felszerelt Doppler-lokátor lett elhelyezve. Kezdetben az AN/APQ–72 típusjelűt (a B változatokban), majd az AN/APQ–100-at a C változatokban, a D-kben már az AN/APQ–109-et, az E változatban pedig az AN/APG–30-at, majd az AN/APQ–120-at alkalmazták. A modernizált német, török és görög változatokba pedig az F/A–18-ban és Harrier II-ben alkalmazott modernebb, AN/APG–65-öt építették be. Az AN/APQ–120 több módosításon is átesett – 120v1 – 120v6 –, a haditengerészet J és S – AN/APG–59/60/61 – változatainak fejlesztéseit is felhasználva. Az utolsó változatok már korlátozottan „look down–shoot down” földháttéri tűzvezetési képességgel is bírtak. Integráltan alkalmazták bennük az AN/AWG–10/11/12 és AN/AWG–14 tűzvezető rendszereket.
A felderítő változatokban kisebb méretű, egy-egy darab AN/APQ–99 (RF–4B), AN/APQ–102 (RF–4B) és AN/APQ–172 (RF–4C), valamint AN/APG–66J (RF–4EJ Kai) üzemelt.
A rádiólokátor alá egy infravörös tartományú célkereső berendezést – AN/AAA–4 – is beépítettek, melyet csak a B és C/D változatokon alkalmaztak (a modernizált B, azaz az N változatokon is meghagyták ezt). Célja, hogy a lokátor üzemzavara, meghibásodása esetén is céljeleket tudjon adni az AIM–9 légiharc-rakétáknak, másrészt radarkisugárzás nélküli passzív célkövetést tett lehetővé, igaz elég kis hatótávolságból. Ezt a képességet később az F–14 Tomcatben és az F–35-ben is lehetővé tették, jobb minőségű berendezésekkel. Szintén alkalmazzák a szovjet MiG–29 és Szu–27 típusokon (ezeken a típusokon a szélvédő előtt), valamint az Eurofighter Typhoon Pirate berendezése is ezt a célt szolgálja.
Az E változat egyes sorozataiban kialakítottak egy TISEO (Target Identification System Electro-Optical) elnevezésű optikai rendszert, melynek a kameráját a bal szárnyfél belső függesztőpilonja fölé építették be, a már „merev” (de leszerelhető) belépőélbe. Az IR-tartományú célkeresést és célkövetést segítette ez a berendezés, amely alkalmazható volt az AGM–65 Maverick rakétákhoz is. Ezt a rendszert az amerikai és az izraeli légierőn kívül máshol nem rendszeresítették.

### Fegyverzet
(A WarThunder nevű játékban tökéletesen levannak írva a fegyverek és a repülőt is ki lehet próbálni más játékosok ellen)
A repülőgépbe eredetileg nem terveztek beépített fegyverzetet, később, a légierő kérésére, az orr középvonala alá egy M61 Vulcan hatcsövű, 20 milliméteres gépágyút szereltek fel az infravörös érzékelő helyett. A repülőgép alatt öt fegyverfelfüggesztő csomópontot alakítottak ki, egyet a törzs középvonala, kettőt-kettőt pedig a félszárnyak alatt. Félig a törzs alsó felébe besüllyesztve további négy AIM–7 Sparrow közép-hatótávolságú légiharc-rakéta számára alakítottak ki rögzítési csomópontot. A repülőgép összes külső függesztménye elérhette a 10 200 kilogrammot, ez a fegyverterhelés ma is tetemesnek számítana, nagyobb, mint az egykorú szovjet Tu–22 közepes bombázóé (9000 kg), bár az engedélyezett maximum 8480 kg volt.
A szárnyfelek géptörzshöz közelebbi rögzítési pontjain a LAU–17/A típusjelű felfüggesztő pilont alkalmazta az amerikai haditengerészet mint első üzemeltető. Ez jelzéséből adódóan rakétaindító pilon volt kezdetben, nem pedig többfeladatú függesztőgerenda. Később a légierő által üzembe állított – korai – C változaton is ezt alkalmazták, majd ennek továbbfejlesztett változatát rendszeresítették, a szárazföldi repülőcsapatok szélesebb körű fegyvertárához jobban igazodva. Jól megkülönböztethetőek ezek a pilonváltozatok: a US Navy-é egyenes homlokvonalú, míg az USAF-é ívelt és nem lehetett repülés közben leoldani. Az USAF integrált a LAU–17/A első harmadába egy MAU–12 típusjelű függesztőgerendát, amelyre felszerelhető lett a Aero–3/B, vagy LAU–7/A („Sidewinder”-indító), a háromzáras TER bombagerenda, a LAU–34 „Shrike”-indító gerenda és a LAU–88 „Maverick”-indítósín is. A haditengerészeti LAU–17/A változatról indítható volt Sparrow-rakéta, míg a MAU–12-vel kiegészített szárazföldi változaton erre már nem volt lehetőség.
A későbbi modernizációs programok során az izraeli, a japán, a brit, a német, a görög és a török légierők által alkalmazott belső oldali LAU–17/A pilonok hátsó harmadába AN/ALE–40 típusú radar- és infravörös tartományú zavarórendszereket építettek be. Az izraeli F–4E példányokon megfigyelhető volt a Popeye/Have Nap rakéta és a Rafael Tadmit bevetéséhez átalakított LAU–17/A. Ezeken a változatokon a MAU–12-t a pilonban előrébb építették be azért, hogy a zavarótöltetek kivetését a felfüggesztett rakéták szárnyai-vezérsíkjai ne befolyásolja károsan. Más fegyverek felfüggesztéséhez a MAU-kat visszaszerelték a korábbi, eredeti pozícióba. Ezt a LAU-változatot a török légierő is rendszeresítette a Terminator-változatokon.
A külső felfüggesztési pontokon alkalmazott három- (TER) és hatzáras (MER) gerendákat a haditengerészet és a légierő eltérő módon alkalmazta: a haditengerészet a póttartály tartógerendája alá egy adaptert tervezett, mellyel a B/J/N/S változatok MER-jei 13,5 fokos szögben álltak a függőleges síkhoz képest; a légierő közvetlenül a póttartály tartógerendájára függesztette fel a MER-t, amely így csak 7,5 fokos szöget zárt be a függőlegeshez képest.
A felfüggesztési csomópontok számozása a kor szokásai szerint a bal oldalról indult: a bal szárnyfélen az 1., 2. számúak, a bal törzsfélen a 3. és 4. felfüggesztés, a törzs alatti az 5. számot kapta, a jobb oldali törzsbe süllyesztettek a 6. és 7-et, majd a jobb szárnyfélen a 8. és 9. a törővég felé haladva. Az 1. 5. és 9. pontokon volt egyedül alkalmazható a hatzáras MER (multiple ejector rack, BRU–32/A) gerenda, a háromzáras TER (triple ejector rack, BRU–42) pedig csak az 1–2., valamint a 8–9. pontokon. AIM–7 Sparrow levegő–levegő osztályú rakéták a 3–4., a 6–7. valamint a 2. és 8. pontokon voltak függeszthetőek. Az AIM–9 Sidewinder rakétákat a 2. és 8. felfüggesztések kiegészítő – Aero–3/A/B, vagy LAU–7/A – gerendáira szerelhették, párosával. Az AGM–12B Bullpupot a két szárnyfél két-két függesztésére 1-1 db-ot, a C-t csak a 2. és 8.-ra. A radarromboló rakéták közül az AGM–45 Shrike-ot, valamint az AGM–62 Walleye televízió vezérlésű rakétát szintén egyesével a két szárnyfél mind a négy pilonjára, az AGM–78 Standard ARM-et pedig csak a 2. és 8-ra. A BLU–27 napalmtartály párosával volt függeszthető mind a négy szárny alatti pilonra, illetve három darab a törzs alattira. A GBU–10-ből és a –12-ből 1-1 darab volt függeszthető mind az öt pontra. A hagyományos légibombák közül az Mk. 117-ből összesen tizenkilenc darabot 4-3-5-3-4-es elrendezésben (6460 kg), az Mk.81 és 82-ből huszonnégy darabot 6-3-6-3-6-os elrendezésben (5500 kg), a meghosszabbított fejgyújtójú Mk.82-ből hármasával összesen tizenöt darabot, az Mk.83-ból tizenhárom darabot 2-3-3-3-2-es elrendezésben (5900 kg), az Mk.84-ből pedig 1-1 darabot az öt függesztőn (4535 kg). A LAU–3 és LAU–10 rakétakonténerekből 3-3 db-ot mind az öt rögzítési ponton. Az Mk.4 HIPEG (High Performance External Gun) gépágyúkonténerből hármat függeszthettek fel rá az 1., 9. és 5. függesztési pontokra (SUU–11/A és SUU–23/A).

#### Légiharc-rakéták
A repülőgép eredetileg, félig a törzsbe süllyesztve négy AIM–7 Sparrow közép-hatótávolságú légiharc-rakétát, és a szárnyak alatti belső csomópontok oldalán lévő két-két rakétaindító sínen összesen négy AIM–9 Sidewinder infravörös önirányítású, kis hatótávolságú légiharc-rakétát hordozhatott. A rakéták száma a későbbiekben sem változott, de a repülőgép elterjedtségének megfelelően a két kategória korszerűbb, emellett a gépet üzemeltető országok hadiipara által fejlesztett rakétái is megjelentek. A közép-hatótávolságú rakéták közül az amerikai AIM–120 AMRAAM és az angol Sky Flash álltak hadrendbe a típuson, a kis hatótávolságú rakéták közül a japán AAM–3, a német IRIS–T, az izraeli Python 3 állt hadrendbe a Phantom II-kön.

#### Földi célok elleni fegyverek
LégibombákA típus mind az öt felfüggesztő csomóponton tud légibombákat hordozni, a szárnyfelek külső és belső pilonjain, valamint a törzsközépen elhelyezett pilonon. Az ötből hármon a hatzáras MER gerenda alkalmazható, valamint a négy, szárny alatti felfüggesztési pontra felszerelhető a háromzáras TER és a duplazáras VER (vertical ejector rack, BRU–33/A) is.
Precíziós légibombákA típus volt az első a katonai repülés történetében, amely képessé vált lézervezérlésű légibombák célba juttatására, már 1969-ben. Ebben az évben vetették be a BOLT–117 (BOmb, Laser Terminal–117) típusjelű légibombákat, melyeket az Mk.117-ből alakítottak ki. Később a bomba a GBU–1/B típusjelet kapta. A bombákat a Pave Knife névre keresztelt, AN/AVQ–10 Pave Knife konténerrel együtt alkalmazták, melynek a sugárnyalábját a hátsó fegyverzetkezelő WSO irányította a célra. A teszteket 1969-ben kezdték meg és még abban az évben bevetették a vietnami háborúban. Az első alkalmazó repülőgép a 66-7693-as F–4D–31–MC lett, majd egy tucat újabb Block 31-es F–4D-t építettek át a konténerek alkalmazására (a konténertípust integrálták a haditengerészet három A–6A-jára is). A konténert hamar leváltotta az AN/ASQ–153 Pave Spike, melyet a bal első törzsfelfüggesztésre kábeleztek be. Infravörös önirányítású légiharc-rakétákat ezekben a konfigurációkban nem tudott alkalmazni a repülőgép.
Nem irányított rakéták és fegyverkonténerekA típusra több nem irányított rakétákat tartalmazó konténert is integráltak: ezek a LAU–3 és a LAU–10 („Zuni”) voltak. Utóbbi nevéhez az amerikai haditengerészet második világháborút követő legnagyobb veszteségeit okozó fedélzeti balesetek fűződnek (1967-es Forrestal-tűz, 1969-es Enterprise-tűz).
Ezeken túlmenően, a vietnami háborúban széleskörűen alkalmazták az SUU–7 típusjelű bombaszóró konténereket, amelyekből a menetiránnyal ellentétesen, hátrafelé szóródtak ki a kisméretű, élőerő elleni bombák, illetve a CBU–konténercsaládot (CBU, Cluster Bomb Unit) is.

#### Egyéb függesztmények
Tüzelőanyag-póttartályokA típus háromféle tüzelőanyag-póttartályt alkalmazhatott: a szárnyfelek alatti külső csomópontokra a McDonnell 1400 literes (370 gallonos), 6604 mm (260 hüvelyk) hosszú tartályát, a Sargent Fletcher azonos térfogatú, de nagyobb átmérőjű, rövidebb, 6096 mm (240 hüvelyk) hosszú tartályát, valamint a törzsközép alatti fegyverfelfüggesztő csomópontra a McDonnell 2271 literes (600 gallonos), 6604 mm (260 hüvelyk) hosszú tartályát. A Sargent Fletcher saját pilont szállított a póttartályaihoz, melyek kissé eltértek a McDonnell-étől.
Elektronikai konténerekA vietnámi háború idején az 1970-es évek legelejétől a megnövekedett észak-vietnámi légvédelmirakéta-fenyegetettség miatt a bal vagy jobb első Sparrow rakéta helyére, a 3. és 6. számú felfüggesztési pontokon, rádióelektronikai-lefogó (ún. „zavaró”) konténert alkalmaztak. Ilyenek voltak az AN/ALQ–101, az AN/ALQ–119 és később az AN/ALQ–131 konténerek. A dél-vietnámi vietkong állások támadásakor AIM–7-et rendszerint nem is függesztettek fel az elhanyagolható MiG-veszély miatt. Az AN/ALQ–72 zavarókonténert – az F–105-höz hasonlóan – a két belső függesztőpilonon is alkalmazhatták a légierő F–4-esei (lásd az 1967 januári Bolo hadműveletet). Elsősorban a SEAD-bevetésekre átalakított változatokat – EF–4C, EF–4D, majd később az F–4G – alkalmazták elektronikai ellentevékenységekre.
Aktív rakétazavaró rendszerekAz 1960-as évek közepétől a haditengerészeti B, majd a J/N/S-változatok géptörzseibe mindkét oldalon infracsapda-kivető konténert építettek be, a segédturbina mögötti térben. Ennek a berendezésnek a típusjele az AN/ALE–29 lett. A konténer oldalanként 30-30 darab tubust tartalmazott, amely lehetett csak infravörös és csak radarreflexiós szalagokkal megtöltve, vagy ezek kombinációja. A kezelőpanelek a WSO kabinjának jobb oldalában kaptak helyet. Az első kivetést követően az konténerajtó nyitva maradt a leszállást követő szervizmunkákig. Ez a felszerelést a brit Phantom II-kön is rendszeresítették. Nem minden modernizált B/J/N változatot szerelték fel ezekkel.
Számos amerikai fotófelderítő és E változaton megfigyelhető a farokszekció mellső részébe beépített „csapdakivető” konténer, melynek a haditengerészeti változatoktól eltérően, felfelé és lefelé nyílt az aknaajtaja, a függőleges vezérsík alatt mindkét oldalon. Ez a kialakítás a korábbi, C/D változatokon nem került alkalmazásra.
Később – a szárazföldi változatokon – AN/ALE–40 konténereket építettek be a szárnybelső függesztőpilonok mindkét oldalára (lásd fentebbi „Fegyverzet” alfejezetet).

## Típusváltozatai

### F–4A
A típus első, alapváltozata az F4H–1F típusjelet viselte, kétüléses, hordozófedélzeti egyfeladatú vadászrepülőgépe volt a Haditengerészetnek. J79–GE–2 és J79–GE–2A gázturbinák hajtották, egyenként 71,6 kN maximális tolóerővel. A Phantom II nevet 1959-ben adták a típusnak, átnevezve F–4A-ra pedig 1962-ben lett. Összesen 45 darab készült belőle, a két prototípussal együtt összesen 47 darab. A prototípusokkal együtt az első 18 darab még az áramvonalasabb, alacsonyabb kabintetővel és a kisebb átmérőjű orral épült, azonban a radarantenna átmérőjének megnövelése miatt módosították az orr átmérőjét is, majd emiatt megemelték a pilótafülkét a jobb kitekintés miatt. A 47 darab gép utolsó 29 példánya már a későbbiekben ismert, végleges formát kapta (az utolsó A a BuNo 148275-es). Az F4H–1/F–4B ettől külsőre csak a beömlőnyílás megváltoztatásában tért el.

#### TF–4A
Az F–4B szolgálatba állása után több példányt oktatóváltozattá építettek át.

### F–4B
Az első, nagy sorozatban gyártott haditengerészeti változat, F4H–1 típusjellel. Ezt a jelzést 1962. szeptember 18-án F–4B-re változtatták, amikor az USAF és a US Navy jelölésrendszerét egységesítették. Kétülésesként, továbbfejlesztett avionikával immár vadászbombázó feladatkört látott el. Alkalmazta mind a Haditengerészet, mind a Tengerészgyalogság. A törővégi szárnyszakaszon lehajtható belépőéleket alakítottak ki. Két J79–GE–8A, vagy J79–GE–8B gázturbinát építettek be, egyenként 75,4 kN maximális tolóerővel. Összesen 649 darabot építettek belőle.

#### F–4G(B)
1963 márciusában tizenkét darab B-t felszereltek egy új, hordozófedélzeti leszállást segítő műszerrendszerrel, melynek elemei az új AN/ASW–21 kétutas adatkapcsolatra képes berendezés, amely a hordozón alkalmazott AN/SPN–10 radarral és az AN/USC–1-gyel összekötve lehetővé tette az „elengedett kezes” leszállást. Ezt a változatot F–4G jelzéssel látták el. Ez a tucat repülőgép a VF–213 Black Lions állományába került, első bevetésüket 1965 decemberében repülték a USS Kitty Hawk fedélzetéről. A következő évben ezt a századot új terepfestések kialakítására is felhasználták (az FS 34102 és az FS 34079 kombinálásaival, a hasuk fehér maradt), azonban nem nyújtottak kielégítő eredményt, főleg az éjszakai fedélzeti mozgatások során, ezért visszatértek az eredeti haditengerészeti színekhez (FS 36440 gull gray), ami az 1970-es évek végéig megmaradt. Később mindegyik G-t az államokban visszaépítették B-vé. Az AN/ASW–21-gyel az összes F–4J-t felszerelték.

#### F–4N
Az F–4B Bee Line projektben modernizált, harciérték-növelt változata, az F–4J aerodinamikai fejlesztéseivel, füstmentes hajtóművekkel, a B keskeny főfutókerekeinek megtartásával (a szárnyat a főfutóakna miatt nem módosították az F–4C szerintire). Teljesen újravezetékelték a kiválasztott példányokat. Ezeken kívül Sanders AN/ALQ–126, vagy –126B ECM-berendezést építettek be, amely jól kivehető a kétoldali beömlőnyílások külső felületeire felszerelt csőszerű dobozokról. Az avionikai fejlesztés keretében a pilóták sisakjaira felszerelték a VTAS-t (Visual Target Acquisition System) és a SEAM-met (Sidewinder Expanded Acquisition Mode), valamint egy új APX–76, vagy APX–80 számítógépet, IFF-rendszert és egy AN/ASW–25 adatkapcsolat-rendszert. B/C/D-ken alkalmazott orr alatti infravörös keresőmodult meghagyták. Első felszállása 1972. június 4-én[forrás?] történt (vagy 1970. június 4.), 228 darab F–4B-t alakítottak át erre a változatra.

### F–4C

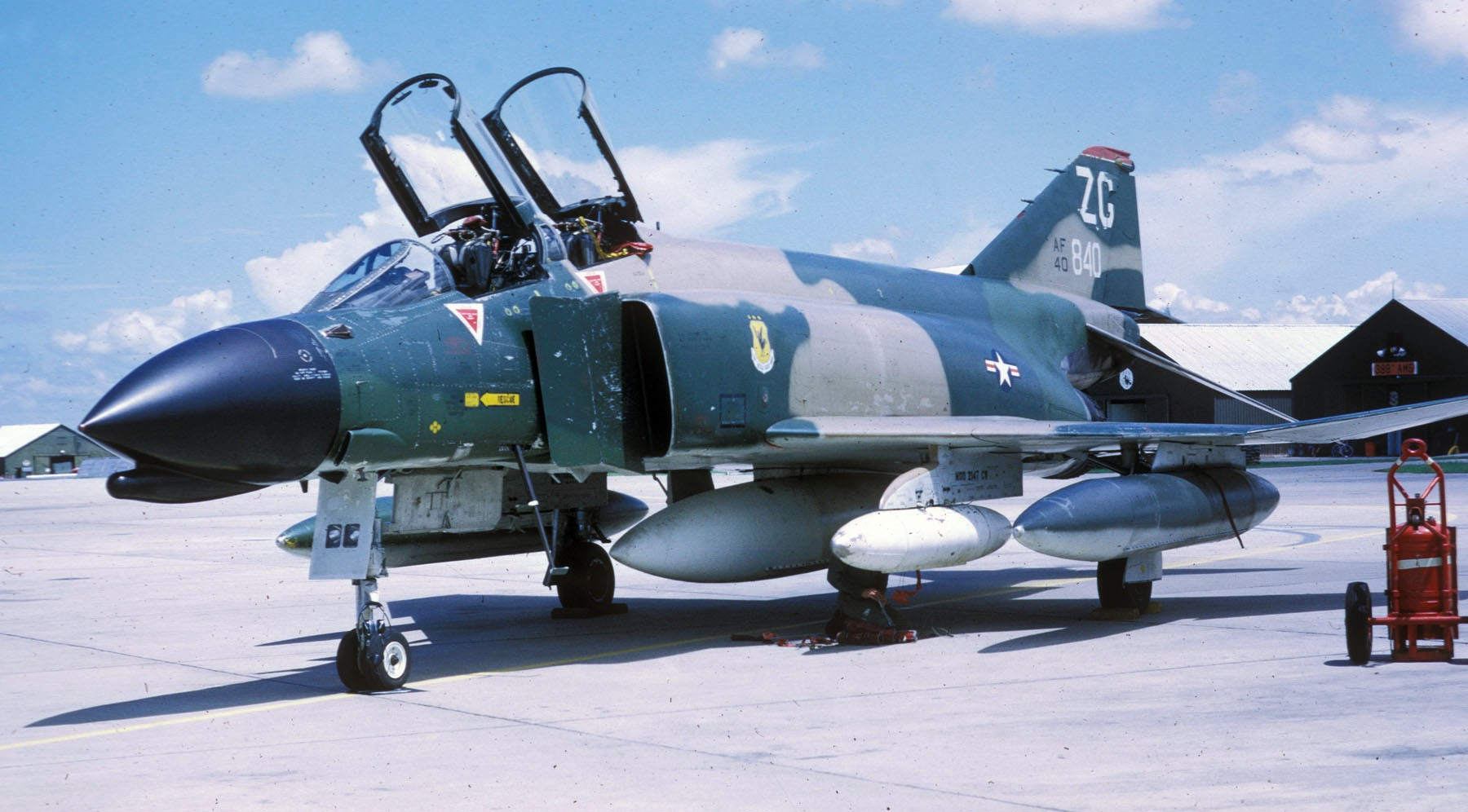
A 36 darab, F–4C-kből átalakított EF–4C Wild Weasel IV-k egyike (s/n 64-0840), 1972 szeptemberében a thaiföldi Korat légitámaszponton

Az első, minden napszakban bevethető változat, melyet felszereltek csapásmérési feladatkört ellátó berendezésekkel is a Légierő igényeinek megfelelően. Ekkor még F–110A volt a típusjele, majd (ld. a B változatnál) 1962. szeptember 18-ától típusjelölését F–4C jelzésre változtatták. Integrálták rendszereibe az AIM–4 Falcon és AGM–12 Bullpup rakétákat valamint nukleáris fegyvereket. A megnőtt össztömeg és stabilitás miatt főfutókerekek szélesebb gumiabroncsot kaptak, mely miatt szárnyfelekbeni akna méretét meg kellett növelni, ami a felső profil kiemelkedésében érhető tetten. A gázturbina teljesítményén némileg javítottak, a J79–GE–15 gázturbinákat felszerelték önindító berendezéssel. Levegőben utántölthetővé tették a pilótafülke és a függőleges vezérsík közé beépített, behúzható csonkkal, amely a Légierőnél alkalmazott merevcsöves rendszer, szemben a haditengerészeti tömlős rendszerrel. Új AN/APQ–100 rádiólokátort építettek be, duplikálták a repülésvezérlő rendszert, mellyel a hátsó ülésről is vezethetővé vált a repülőgép. Ezzel a változattal 1963. május 27-én lépték át a hangsebesség kétszeresét, az első repülés során. Összesen 583 darabot építettek, több átépítésre került más változatokra.
A 36 darab, EF–4C „Wild Weasel IV”-re átépített repülőgépet – melynek fejlesztése párhuzamosan zajlott az F–105G „Wild Weasel III” programmal – több rádióelektronikai berendezéssel szerelték fel: egy radarhullám-besugárzásjelző rendszerrel (AN/APR–25 (RHAWS, Radar Homing and Warning System), rakétaindítást jelző rendszerrel (AN/APR–26) és elektronikai ellentevékenységet segítő (ER–142) berendezést. Az F–4G-k hadrendbe állítása után az 1970-es évek végén ezek a gépeket normál F−4C-ként üzemeltette a légierő.

### F–4D
Az F–4D volt az amerikai légierő első, speciális feladatokra kialakított Phantom II változata. Ezt a gépet levegő-föld feladatokra tervezték. A gépbe az AN/APQ–109-es radar került, ami a kisebb földi célokat is fel tudta deríteni és ASN–63-as tehetetlenségi navigációs rendszert kapott. A fegyverzetét légiharc esetén az AIM–7E, vagy AIM–7F Sparrow és az AIM–9N légiharc-rakéták alkották. Csapásmérésre pedig AGM–65 Maverick levegő-föld rakétát használtak. Három amerikai pilóta lett ász ezen a típuson a vietnámi háború idején. Ebből az F–4D változatból összesen 825 darab készült.
A típust rendszeresítette Irán és Dél-Korea is. Az első D változat (64–929) első felszállását 1965. december 8-án tette, a legyártott 825 darabból 793 darab készült az USAF, 32 darab az iráni légierő részére. Irán nem kapta meg az orr alá szerelt infravörös érzékelőket. Dél-Korea 1968-ban vásárolt az amerikai légierő állományából, leszállításuk a Peace Spectator program keretében zajlott, 1988-ig tartott az állományba helyezésük. A Peace Pheasant II-ben E változatokat vettek át.

### F–4E
Az E változat külső jegyei a legmegkülönböztethetőbbek. Minden sorozatban gyártott változatot figyelembe véve ebbe szereltek be egyedül fedélzeti gépágyút. Az átépítés, mely érintette a szárny-ívelőlapokat is, olyan jól sikerült, hogy a több mint ötezer darab Phantom II legnagyobb számban – 1370 darab – gyártott változata lett. A prototípus a 62–12200 lajstromú F–4B volt, mely előzőleg az RF–4C változatnak volt a tesztrepülőgépe. Több gépágyú-elhelyezést teszteltek a gépben, a korábban a felderítőkamera helyére építették be a General Electric M61A1 Vulcan gépágyút, a teljes orrszekciót át kellett építeni. A lőszertár is itt kapott helyet, továbbá egy AN/APG–30 rádiólokátor és a műszerfalba beépítették a Vulcanhoz tervezett számítógépvezérelt irányzékot. Az YF–4E-re átnevezett gép 1965. augusztus 7-én szállt fel először Joe Dobronski tesztpilótával és Ed Rosenmeyer operátorral. A repülési teszteket gyors ütemben hajtották végre. Az M61-gyel a tesztek nem mentek zökkenőmentesen, az erre a célra áttervezett gépágyún több módosítást végre kellett hajtani. A korábbi típusokhoz képest két fő változást eszközöltek: eltávolították a segédturbinát (ram air turbine, RAT) a törzsfelsőből, valamint a külső szárnyrészt felhajtó mechanizmust, melyekkel csökkentették az össztömeget (a US Navy ezért sem rendelt belőle), a forgózsanérok megmaradtak. A szárnyon a mellső ívelőlapokat is áttervezték, a lehajtható belépőéleket fixre építették be, hidraulikai rendszereiket kiszerelték és orrsegédszárnykat helyeztek el, melyek a belépőél felső felületére nyíltak ki (később a felfelé hajló szárnykülsőrész belépőélére is felszereltek egy-egy orrsegédszárnyat). Ezekkel szintén csökkentették az össztömeget. Az első sorozatgyártott F–4E, a 2234. gép 1967 júniusában gurult le a futószalagról, lajstromjele 66–284 volt. A St. Louis-i 110. harcászati vadászszázad (110th TFS) állományába kerültek az első E-k, ez a század a Missouri Air National Guard 131. harcászati vadászezredébe (131st TFW) tartozott.

#### F–4EJ
Japán által gyártott 138 darab F–4E.
A japán phantom ok nem kaptak speciális ívelőlapokat

#### F–4F
Ez a változat a Német Légierő (Luftwaffe) részére lett átépítve az F–4E-kből.

##### F–4F ICE
Az eredeti F–4F-fek új, AN/APG–65 rádiólokátorral és AIM–120 AMRAAM-mal felszerelt változatai.

#### F-4E Kurnass 2000
Modernizált izraeli F–4E-k típusjele, melyekbe AN/APG–76 rádiólokátort építettek be és képessé vált az izraeli Popeye rakéta bevetésére is.

#### F-4E Peace Icarus 2000
A görög légierő modernizált F–4E-jeinek típusjele, melyekbe AN/APG–65GY rádiólokátort építettek be, valamint képessé váltak az AIM–120 AMRAAM bevetésére, a Litening célmegjelölő konténerek alkalmazására és más korszerű levegő–föld fegyverek bevetésére.

#### F-4 Terminator 2020
Az F-4 utolsó hadrendi változata, amelyet a török légierő részére modernizáltak izraeli vállalatok török F-4E-k átépítésével. Összesen 54 darabot építettek át.

### F-4G
1976-tól 116 darab F-4E lett átépítve harcászati elektronikai repülőgéppé, melyek a 42. és 45. gyártási blokkok közötti példányok voltak. Típusjelük az F-4G Wild Weasel V lett, feladatkörüknek pedig a légvédelmirakéta-rendszerek azonosítása és leküzdése lett megszabva. Az orrba beépített M61 Vulcan gépágyú helyére szerelték az AN/APR-38 rádiólokátort és egyéb alrendszereit, mellyel képessé vált az AGM-45 Shrike, az AGM-78 Standard ARM és az AGM-88 HARM lokátorromboló rakéták bevetésére. Kizárólag az Amerikai Légierő állományába tartoztak. 1996 áprilisában az utolsó nyolc F-4G-t is kivonták, az 561. TFS állománya nyugdíjazta a Nellis légi támaszponton.

### F–4J
Az F–4B továbbfejlesztett változata, melyet az Amerikai Haditengerészet és a Tengerészgyalogság is megrendelt. Főbb irányvonal a légiharc-képesség növelése lett: erősebb J79 gázturbinákat (J79–GE–10) építettek be, új, AN/APG–59 rádiólokátorral és AN/AWG–10 tűzvezető rendszerrel szerelték fel, mellyel már biztosabbá vált a földhátterű célok követése és tűzrávezetése, megnövelték a főfutók kerekeit az F–4C-éhez hasonlóan, így módosítani kellett a főfutóaknákat is, a felnik is változtak a C felnijeihez képest is (valószínűleg más a kerékfék). Merev orrsegédszárnyakkal szerelték fel a vízszintes vezérsíkokat. Önműködően 16,5 fokra nyílt csűrő, ha a fékszárny és a futómű kibocsátott állapotban volt és a repülőgép a leszállási sebesség alatt repült, új duplanullás katapultüléseket építettek be és növelték a támadóképességet, fegyverzetet, valamint kiszerelték az orr alatti IR-szenzort. Összesen 522 darab épült meg.

#### F–4K / Phantom FG.1
A Brit Haditengerészet (RN) Légierejének (FAA) többcélú vadászrepülőgépe, helyi típusjele Phantom FG.1 (Fighter/Ground attack). A de Havilland Sea Vixen leváltására fejlesztették ki, az F–4J-n alapult. Mivel a két brit repülőgép-hordozó – az HMS Eagle és az HMS Ark Royal (R09) – kisebb volt amerikai társainál, ezért behajthatóvá építették át az orrot és az orrfutót meghosszabbították a jobb felhajtóerő-termelés érdekében. Áthajtóművezték az erősebb Rolls-Royce Spey 202 kétáramú gázturbinás sugárhajtóművekre, melyek miatt kicsit meg kellett növelni a törzsbelsőrészt a nagyobb átmérőjű hajtóműveknek, a beömlőnyílásokat ki kellett bővíteni, módosítani kellett a törzsfelsőn elhelyezett kiegészítő-beömlőnyílások méretein a kigurulási üzemhez, továbbá extra titánlemezeket kellett felszerelni a farokalsó-részre. 1968-ban adták át a flottának, azonban a repülőgéphordozó-flottaerők létszámbővítésének törlése miatt csökkentették a megrendelést és 20 gépet átadtak a Légierőnek (RAF) még mielőtt azok szolgálatba álltak volna. Összesen 50 épült meg, az RN 1978-ban vonta ki a hadrendjéből és adták át őket a RAF-nak.

#### F–4M / Phantom FGR.2
Harcászati vadász-, támadó- és felderítő repülőgépe a Brit Királyi Légierőnek, helyi típusjele Phantom FGR.2 (Fighter/Ground-attack/Reconnaissance), az F–4K-ból lett kifejlesztve. A Hawker Siddeley P.1154 szuperszonikus V/STOL repülőgép-tervezet törlését követően rendelték meg. Ez is szintén Rolls Royce Spey kétáramú gázturbinákkal lett felszerelve, összesen 116 darab épült meg. Leváltotta az English Electric Canberra-t és a Hawker Huntert. A támadó feladatkörből a SEPECAT Jaguar váltotta le, az English Electric Lightninget viszont ezzel váltották ki véglegesen.

#### F–4J(UK)
A Brit Királyi Légierő 15 darab alacsony repült órával rendelkező F–4J-t vett meg az USA-tól 1984-ben, melyeket korábban az Amerikai Haditengerészet üzemeltetett, majd a Davis-Monthan Légierő-támaszponton lettek tartós tárolásba helyezve. Ezeket az F–4S szabvány szerint modernizáltak több brit berendezést is beépítve. 1984 októberétől 1991 januárjáig üzemeltette a RAF 74. százada (No. 74 Squadron) kizárólag a Falkland-szigetek légtérvédelmét látták el a háborút követően. F–4FGR.2-re fegyverezték át őket. Nem hivatalos elnevezése a RAF-on belül a Phantom F.3 volt. A Phantomok kivonását követően a Panavia Tornado F.3 vette át a légtérvédelmi feladatkört.

#### F–4S
Az F–4J változat módosítása, avionikailag az N változat ECM egységeit is beépítették (pl. AN/ALQ–126), a legszembetűnőbb eltérés az F–4E szárnyfeleinek alkalmazása: a szárny belépőélének középső harmadán felhajtható orrsegédszárny lett kialakítva, a külső ferde szárnyfélszakasz belépőélén pedig szintén orrsegédszárnyat helyeztek el, a magassági kormánylapok belépőélein úgyszintén. A szárnyvégtörésnél alkalmazott áramláskeltő vezérsíkot hátrafelé meghosszabbították. Jobb hatásfokú, J79-GE-10B gázturbinákkal szerelték fel, ami már nem füstölt, továbbá továbbfejlesztett tűzvezető radart – AN/AWG–10B – kapott. A beömlőnyílás felső része hosszabb, öblösebb volt a nagyobb levegőigény miatt (E beömlő).

### F–4L
Egy továbbfejlesztett változat jelzése volt, mely a J79-nél erősebb RR Spey gázturbinákkal üzemelt volna, és számos avionikai fejlesztést tartalmazott, köztük az AIM–54 Phoenix rakétákat is.

### F–4T
Javasolt könnyű, kizárólag légi fölényt biztosító vadászgép-változat; nem épült meg.

### Felderítő változatok
RF–4BEredetileg F4H–1P típusjellel álltak hadrendbe, az F4H–1/F–4B harcászati felderítő alváltozata, egyedül az Amerikai Tengerészgyalogság rendszeresítette. Az orrszekciót nyújtották meg 1,4 méterre (4 láb 9 hüvelykkel) a kisebb AN/APQ–99 rádiólokátornak. Ez alá három fényképezőgép-szekciót helyeztek el a KS–87-nek, amely egy ferde tengelyben lefelé beállított gép, a KA–87 kis magasságban üzemeltethető gépnek és a KA–55A-nak, vagy KA–91-nek, melyek nagy magasságban üzemeltethető panorámakamerák. Beépítettek egy AN/APQ–102 felderítő SLAR-t, egy AN/AAD–4 infravörös tartományban pásztázó rendszert, és egy ALQ–126 ECM szettet. A KS–72, vagy KS–85 fényképezőgépek forgatható foglalatban lettek elhelyezve, ezeket repülés közben is mozgathatták, szemben a korai RF–4C-kbenivel, melyeket csak a földön pozicionálhatták be. 1975-ben modernizálták őket a Project SURE (Sensor Update and Refurbishment Effort) keretében. Összesen 46 épült, 1990-ben vonták ki őket. Négy darab veszett el a vietnámi háborúban. Az első 1965. március 12-én szállt fel először.
RF–4CBármely napszakban bevethető harcászati felderítő változat az Amerikai Légierő részére kifejlesztve, az F–4C sárkányán alapul. Lokátora egy AN/APQ–99, mely később AN/APQ–172-re lett lecserélve. Avionikai és más elektronikai felszereltsége hasonló az RF–4B-éhez, azonban többféle fényképezőgép típus alkalmazására lett felkészítve, köztük a törzsközépi felfüggesztési csomópontra a nagyméretű HIAC–1 LOROP (Long Range Oblique Photography) fényképezőgépet is, mellyel akár 160 km (100 mérföld) távolságból is nagy felbontású fényképeket lehet készíteni. Ezt a kamerarendszert eredetileg az RB–57F-hez fejlesztették ki. Több repülőgép egy tágasabb, áramvonalasabb orrot kapott. Alváltozat is létrejött, az RF–4C(H), amely éjszakai bevetésekre lett felkészítve, infravörös tartományú felderítési képességgel a Shed Light hadművelet idejére, visszaalakítva nem lettek. Attól függetlenül, hogy önvédelmi képességei korlátozottak voltak, a törzsközépi felfüggesztésen meghagyták az atomfegyver-bevetési képességeket. Az alabamai, nevadai és az RF-4 Fighter Weapons School gépei át lettek kissé alakítva, AIM–9 Sidewinder légiharc-rakéták hordozására és bevetésére. Ezek a modernizált gépek az Alabamai és Nevadai Légi Nemzeti Gárda állományában részt vettek az öbölháborúban, járőrfeladatokat is ellátva. A szovjet légvédelem az 1970-es években – 1973-ban és 1976-ban – két amerikai–iráni vegyes személyzetű RF–4C-t lőtt le az iráni telepítésű és működtetésű Project Dark Gene felderítőprogram idején. 503 darab épült belőle. Egyedül a spanyol légierő vásárolt ebből a változatból használt, de nagyjavított példányokat.
RF–4EÖnvédelmi fegyverekkel nem rendelkező, rádiólokátor nélküli felderítő változat az F–4E sárkányán, csak külföldi, exporteladásra kifejlesztve. A legtöbb felhasználónak fegyverzet bevetésére is alkalmassá tették (feltehetőleg lokátorvezérlésű légiharc-rakéták kivételével). Több Luftwaffe-s gép módosítva lett ELINT-bevetések végrehajtására a Peace Trout program keretében. Összesen 149 darab épült, melyből a német, a török, a görög, az izraeli és a dél-koreai légierők vásároltak.
RF–4E(S)Az izraeli légierő modernizált RF–4E változata, három prototípus készül csak el az F–4X fejlesztési program keretében. Új orrkúppal szerelték fel, mögötte a 168 cm (66 hüvelyk) gyújtótávolságú HIAC–1 LOROP nagy hatótávolságú felderítőgéppel és egy függőleges KS–87 fényképezőgéppel. Megtévesztésképpen feketére lett festve az orrkúp, azonban tűzvezető rádiólokátor nem lett beépítve. Sorsuk ismeretlen, egy repülőgép a hacerimi légi támaszponton lett kiállítva.
RF–4EJA japán légierő részére a Mitshubishi által legyártott 14 darab felderítő E változat, bármely napszakban bevethető. Egyetlen század, az 501. század üzemelteti a Hjakuri légi támaszponton (47-6901, 47-6902, 47-6903, 47-6904, 47-6905, 57-6906, 57-6907, 57-6908, 57-6909, (6910), (6911), 57-6912, 57-6913, 57-6914).
RF–4EJ KaiTovábbfejlesztett avionikájú EJ változat, AN/APG–66J rádiólokátorral szerelték fel.

### Célrepülőgépek

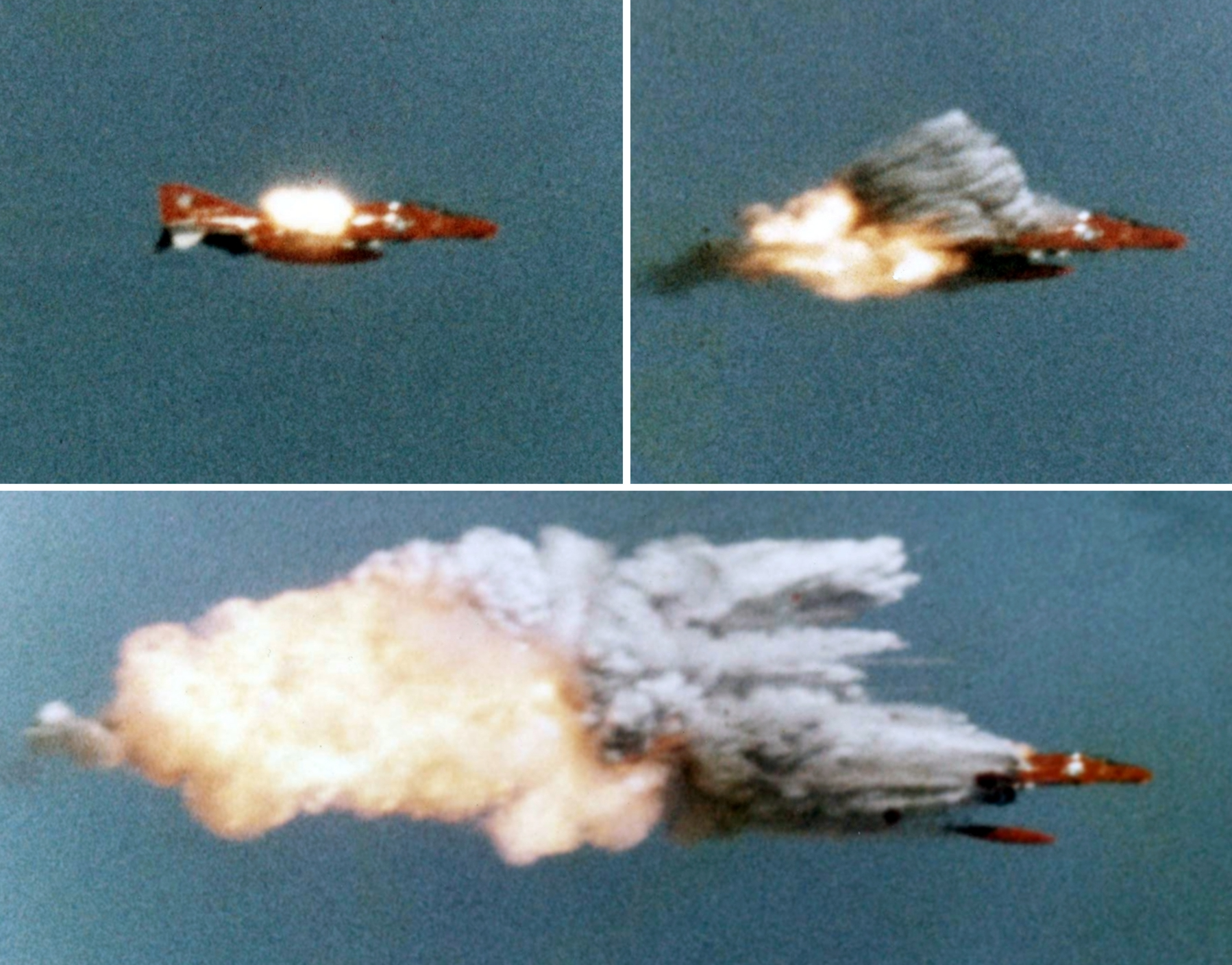
Egy AIM–9 Sidewinder légiharc-rakétával szétlőtt QF–4B célrepülőgép

QF–4B
QF–4E
QF–4G
QF–4N
QF–4S

### Modernizálási programok
AIWS

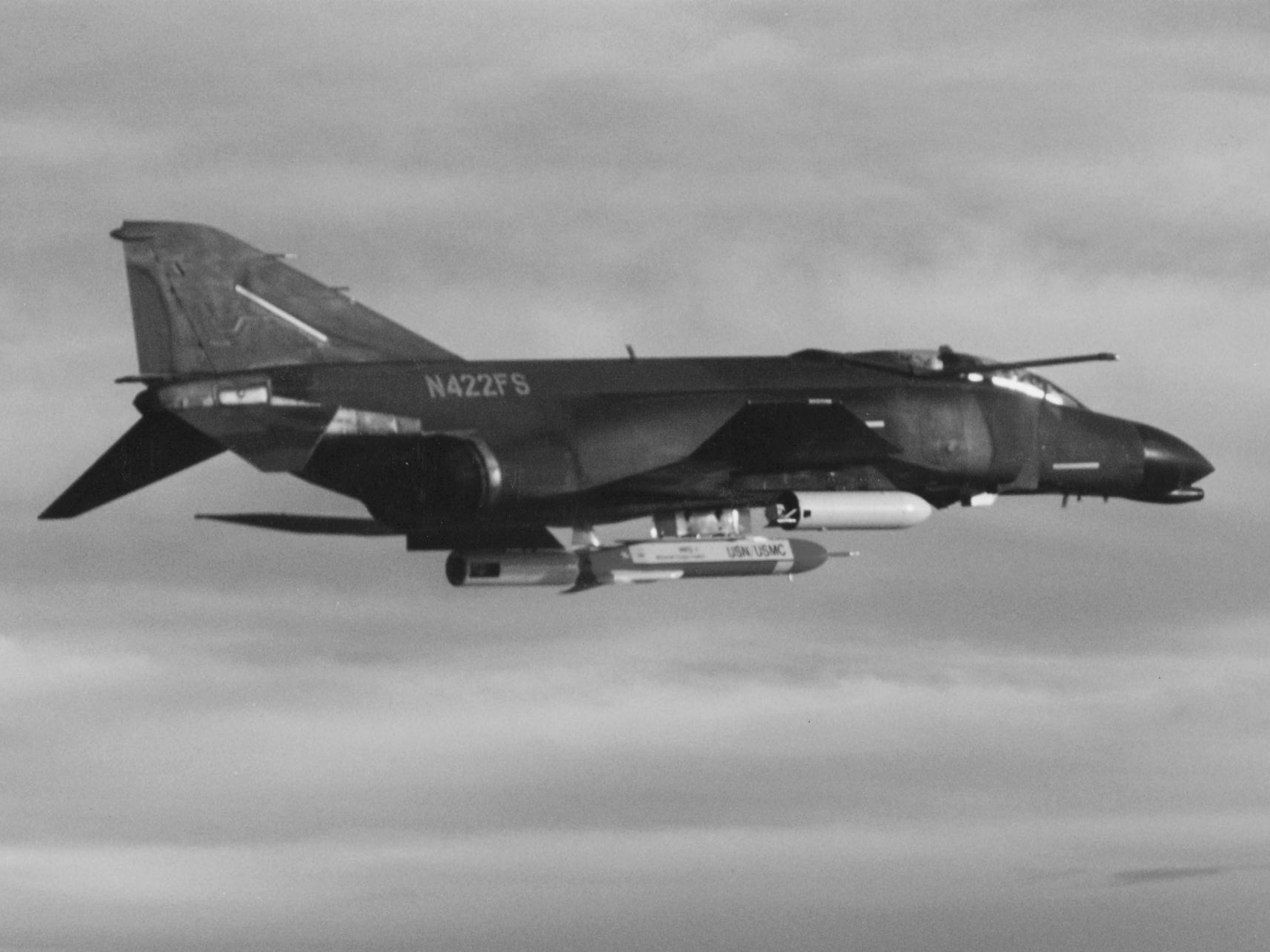
Az AIWS programba bevont F–4C (s/n 63-7564) 1990 év végén China Lake közelében

Az 1980-as évek közepén, 1986-ban, az amerikai haditengerészet – és kapcsoltan a légierő is – fegyver-fejlesztési programot indított rövid hatótávolságú precíziós csapásmérésre képes fegyverrendszer kifejlesztésére, melynek az AIWS (Aircraft Advanced Interdiction Weapon System) nevet adták. A repülési teszteket a kaliforniai tengerészeti China Lake-i lőtéren folytatták le. A programban a légierő egyik, erre a célra átépített, F–4C-je is részt vett, amellyel a McDonnell Douglas és a Hughes közös fejlesztésű eszközét hordozta. A tendert végül a Texas Instruments (később már mint Raytheon) nyerte meg, mellyel a gyártási és továbbfejlesztési szerződést 1992 júniusában írták alá. Hadrendi típusjele az AGM–154 JSOW (Joint Standoff Weapon) lett.

## Megrendelő és üzemeltető országok

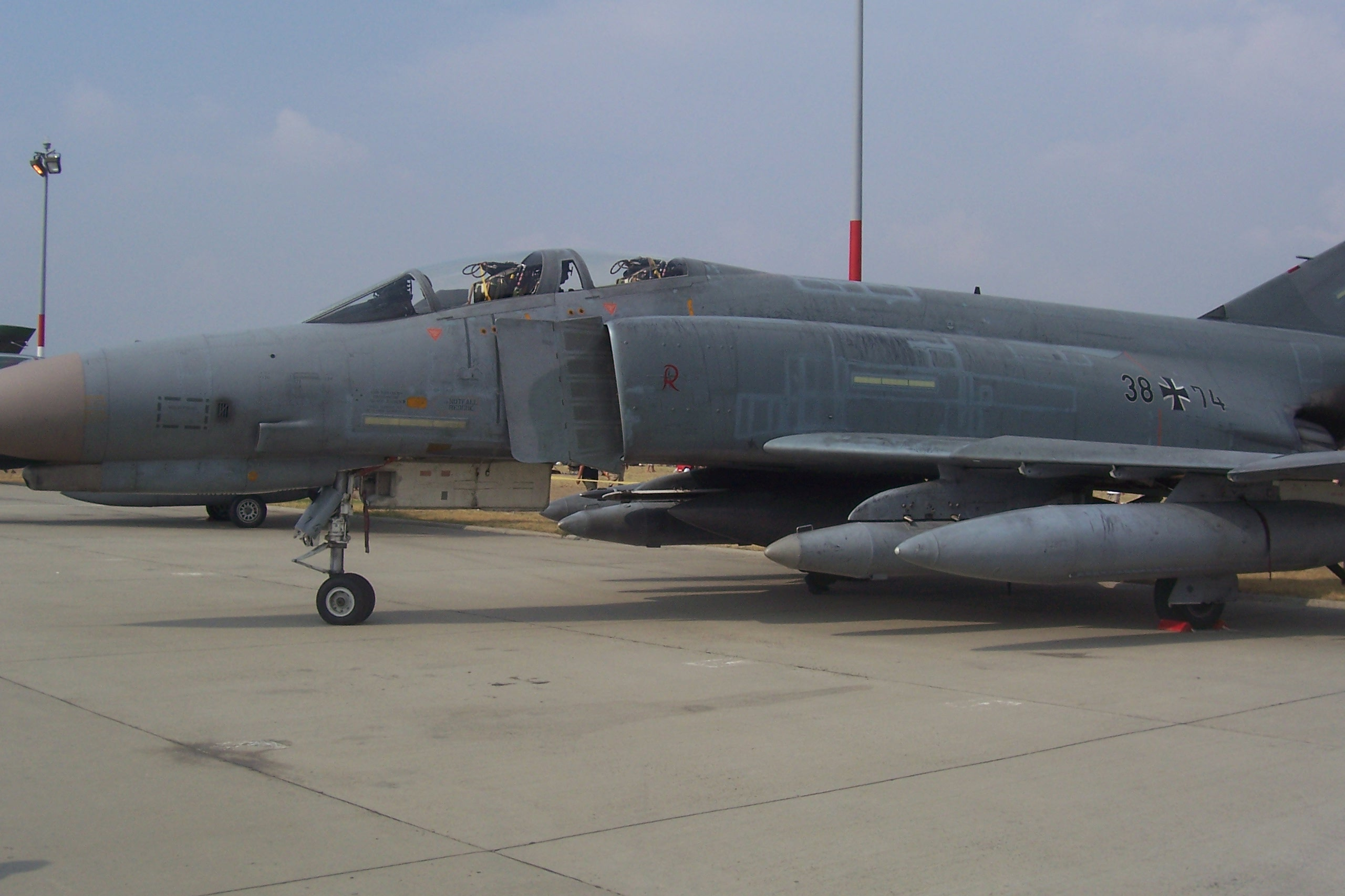
A német JG 71 Richthofen 38+74-es F–4F-je a 2007-es kecskeméti repülőnapon

### Az Amerikai Egyesült Államok Haditengerészete
A típus első alkalmazója az Amerikai Haditengerészet, majd a Tengerészgyalogság, melyek a B, N, J és S változatokat rendszeresítették. Közös jellemzőjük, hogy nem szerelték fel ezeket a változatokat beépített csöves fegyverzettel (gépágyúval). Az F–4B-ket F–4N-ekre, az F–4J-ket pedig F–4S-szekre modernizálták. Az N-eket 1984-ben, az S-szeket pedig 1987-ben vonta ki a flotta a hadrendjéből. A kaliforniai NAS Point Mugu-n települő Naval Air Warfare Centers 2004-ben vonta ki az utolsó QF–4-eseket.

### Iráni Légierő
A perzsa haderő légi komponensét a második világháborút követően hozták létre, brit segítséggel és repülőgépekkel. A sah uralkodása idején nagy mennyiségű vadászrepülőgépet vettek át az USA-tól: 79 darab F–14A-t, 32 darab F–4D-t, 177 darab F–4E-t és 16 darab RF–4E-t, illetve 140 darab F–5E-t és 28 kétüléses F–5F-fet. Az 1979. november eleji hatalomátvételt követően azonban ez a jelentős légierő alkatrész-utánpótlás nélkül maradt, melyet az irak–iráni háború csak tovább tetőzött. Az összesen átadott 225 darab F–4-ből a 2010-es évek végére 60-62 darab maradt bevethető állapotban.

### Izraeli Légierő
Az izraeli légierő volt a típus legjelentősebb külföldi üzemeltetője. Alkalmaztak használt USAF-gépeket és új gyártásúakat is és számos saját fejlesztésű felderítő változatot alakítottak ki. Az első változat az F–4E (izraeli beceneve Kurnassz, azaz pöröly) lett, melyből összesen 274 darabot vásároltak, illetve 12 darab felderítő RF–4E-t (beceneve Orev, azaz holló) rendszeresítettek. Az első példányok 1969-ben érkeztek a Peace Echo I program keretében. További gépek a Peace Echo II, III, IV és Peace Echo V programban érkeztek az 1970-es években, valamint a Nickel Grass programban. Az izraeli Phantomok intenzív bevetéseket hajtottak végre az arab–izraeli konfliktusokban, elsőként az 1970–1971-es úgynevezett felörlő háborúban, majd a jom kippúri háborúban is, ahol jelentős veszteségeket szenvedtek el az új szovjet Kub légvédelmi rakétarendszertől, melyet a szír légvédelem alkalmazott. Az 1980-as években megkezdték a típus változatainak modernizálását a Kurnass 2000 programban. Az utolsó példányokat 2004-ben vonták ki a hadrendből.

### Német Légierő
A német légierő (Luftwaffe) 1969-ben 88 darab repülőgépet rendelt, a felderítő RF–4E változatból, melyet 1971 januárjában véglegesítettek. Két évvel később, 1973-ban, a „Peace Rhine” program keretében, 175 darabot vásárolt az NSZK kormánya, immár az F–4F változatból, mellyel a legnagyobb külföldi üzemeltetőjévé vált a típusnak. Ez a változata az E-nek agilisebbnek tűnt, azonban kisebb össztömege mellett a radarvezérlésű légiharc-rakéták alkalmazásáról le kellett a nyugatnémet-országrésznek mondania.

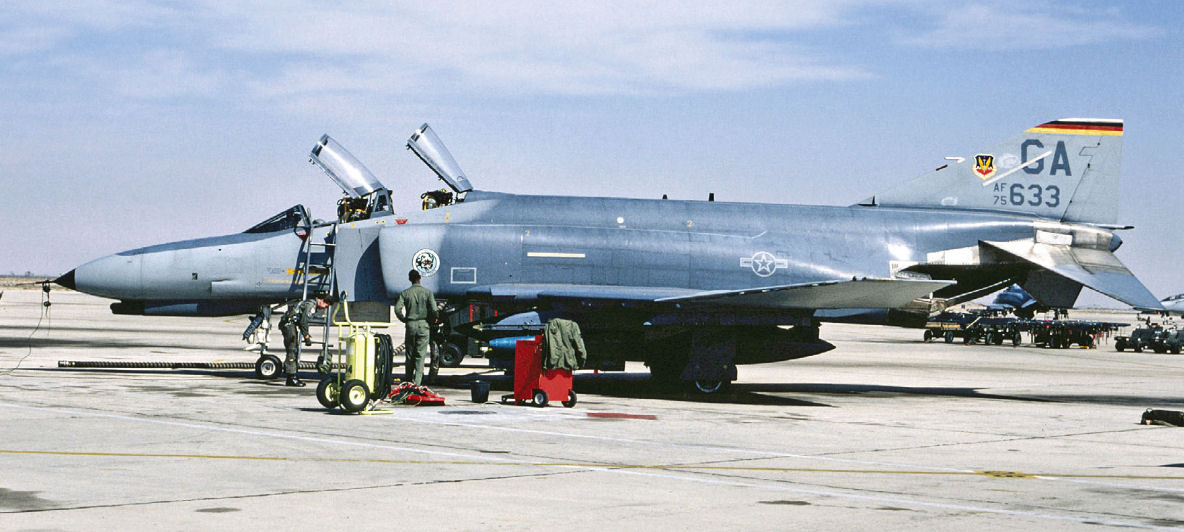
A 75-0633-as TISEO-s F–4E-k egyike a tízből, melyet a Luftwaffe üzemeltetett a Holloman AFB-n, 1992-től 1997-ig

A repülőgépek vásárlásával párhozamosan, 1975-ben 10 darab amerikai F–4E-t béreltek helyi, amerikai kiképzési célzattal, melyek az 1990-es évek elejéig állományban maradtak. 1992-ben újabb 10 darab, TISEO-s E-t vásároltak (köztük az alábbiakat: 75-0628, 75-0632, 75-0633, 75-0636), melyet a 49. FW 20. FS-a adott át az új német alakulatnak, a German Air Force's 1st Training Squadron-nak. A 20. FS maradt az egyetlen század az Államokban, amely a típusváltozatot üzemeltette. A Smoke Tails 16. évfolyama 1. számában közölt cikk szerint a német század 7 darab géppel rendelkezett, a 20. FS pedig 17-tel, a TISEO-s belső berendezéseket már korábban kiszerelték a repülőgépekből. Évente négy kiképzési turnust oktattak, 5-5 fő pilótával és WSO-val, valamint évente két osztálynyi német F–4-oktatót is képeztek, összesen 60-70 fő német polgár élt kurzusonként az Államokban. Körülbelül 50 millió USD-t fizetett az NSZK az USA-nak évente. 1997-ben az USAF kivonta állományából a típust, ezért a megvásárolt gépeket átrepülték a német Jever AB-re és Wittmund AB-re, illetve különböző német oktatóiskolákban tárolták le őket.

### Török Légierő
A Török Légierő átvett 40 darab F–4E-t 1974-ben, majd később még 32 darab F–4E-t és 8 darab RF–4E-t 1977–78-ban a Peace Diamond III program keretében. A következő Peace Diamond IV programban 40 darab használt USAF gépet vettek át 1987-ben, négy évvel később ismét 40 darab volt amerikai Légi Nemzetigárdás Phantom II-t. Összesen 160 darabot vásároltak az amerikaiaktól. A következő beszerzésük a Luftwaffe állományából kivont 32 darab RF–4E lett, melyek 1992–1993-ban érkeztek meg. Két évvel később, 1995-ben az IAI megkezdte a modernizálásukat az izraeli Kurnass 2000 programhoz hasonló kialakítással, melybe 54 darab F–4E-t vontak be, nevük F–4E 2020 Terminator lett. Napjainkig több F–4 és F–16 vett már részt az észak-iraki kurd felkelők elleni katonai csapásmérésekben.
2010 szeptember 20–október 4. között a kínaiakkal közös légi hadgyakorlatot tartottak a Konja légi támaszponton az Anatóliai régióban. A Reuters jelentése szerint a török F–4E-k több ízben elfogták a kínai J–11 vadászgépeket.
2012. június 22-én a szíriai légvédelem lelőtte a Török Légierő egyik RF–4E harcászati felderítő repülőgépét, amely a szírek szerint a tengerpart közelében országuk légterébe alacsony magasságon nagy sebességgel, ismeretlen okból behatolt. A kétfős személyzet állítólag katapultált, de a nap végéig a török és szír parti őrség kutatásai eredménytelenül zárultak. Valószínűleg felderítő bevetést hajtottak végre, csak rossz irányon, behatolva a szomszéd ország légterébe. A szíriai polgárháború óta több alkalommal hajtottak már végre hasonló partmenti felderítéseket. A török kormány ezzel szemben azt állítja, a gép mindvégig nemzetközi légtérben tartózkodott. A semleges légtérben lelőtt gép miatt veszélybe került az ország biztonsága, ezért az Észak-atlanti Tanács összehívását kezdeményezte az alapszabályzatuk 4. pontjára hivatkozva. A rendkívüli értekezlet június 26-án ül össze mind a huszonnyolc tagország képviselőjével. Eközben június 24-én vasárnap török kutató-mentő alakulatok megtalálták a gép roncsait a Földközi-tengerben.

## Rekordok

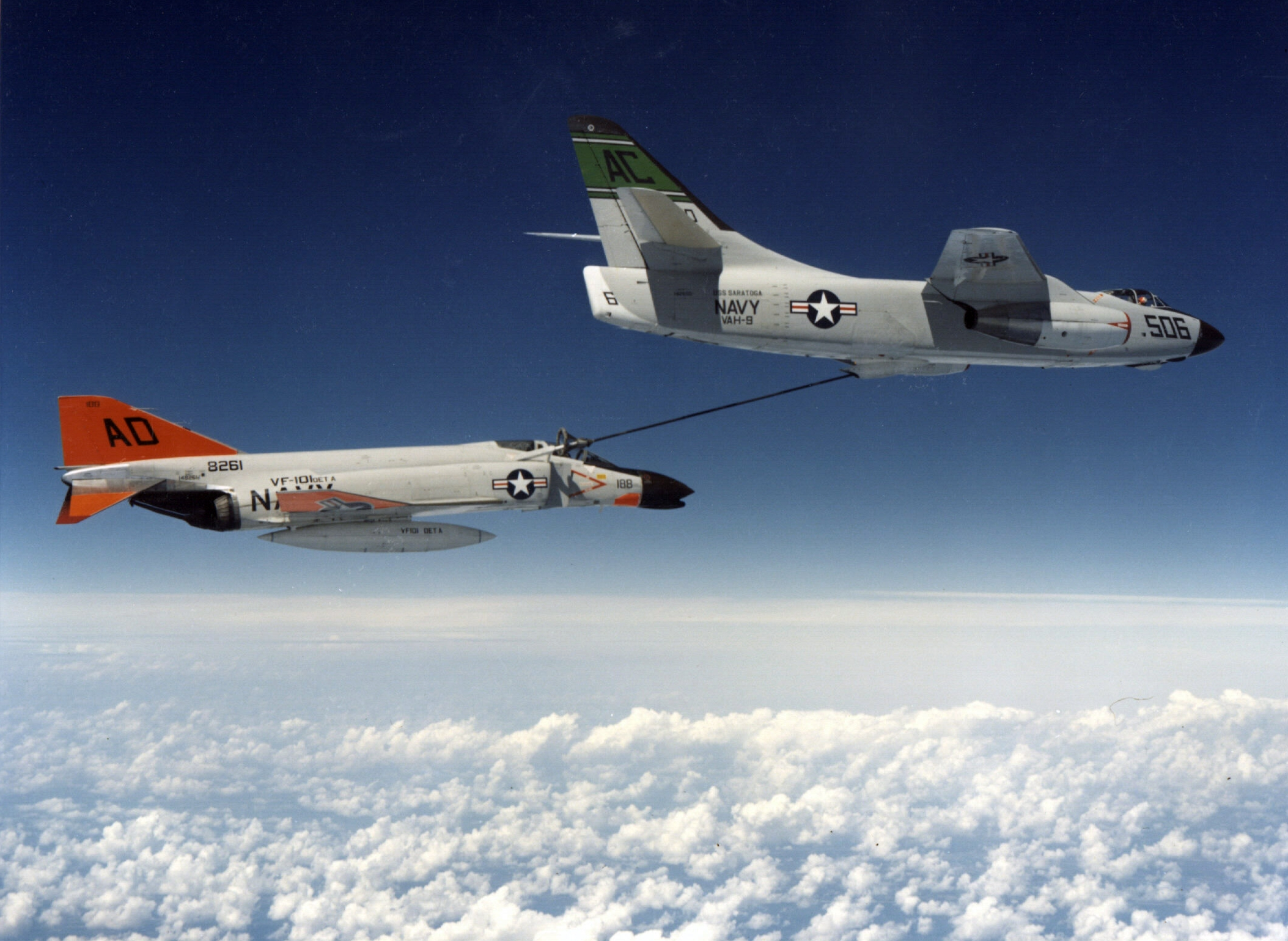
A 148261-es sorozatszámú F4H–1F (1962-től F–4A) kerozinújratöltést végez egy A3D–2-ből 1961. május 24-én a LANA projekt keretében. A gépet a VF–101 Grim Reapers Detachment A repülte akkor

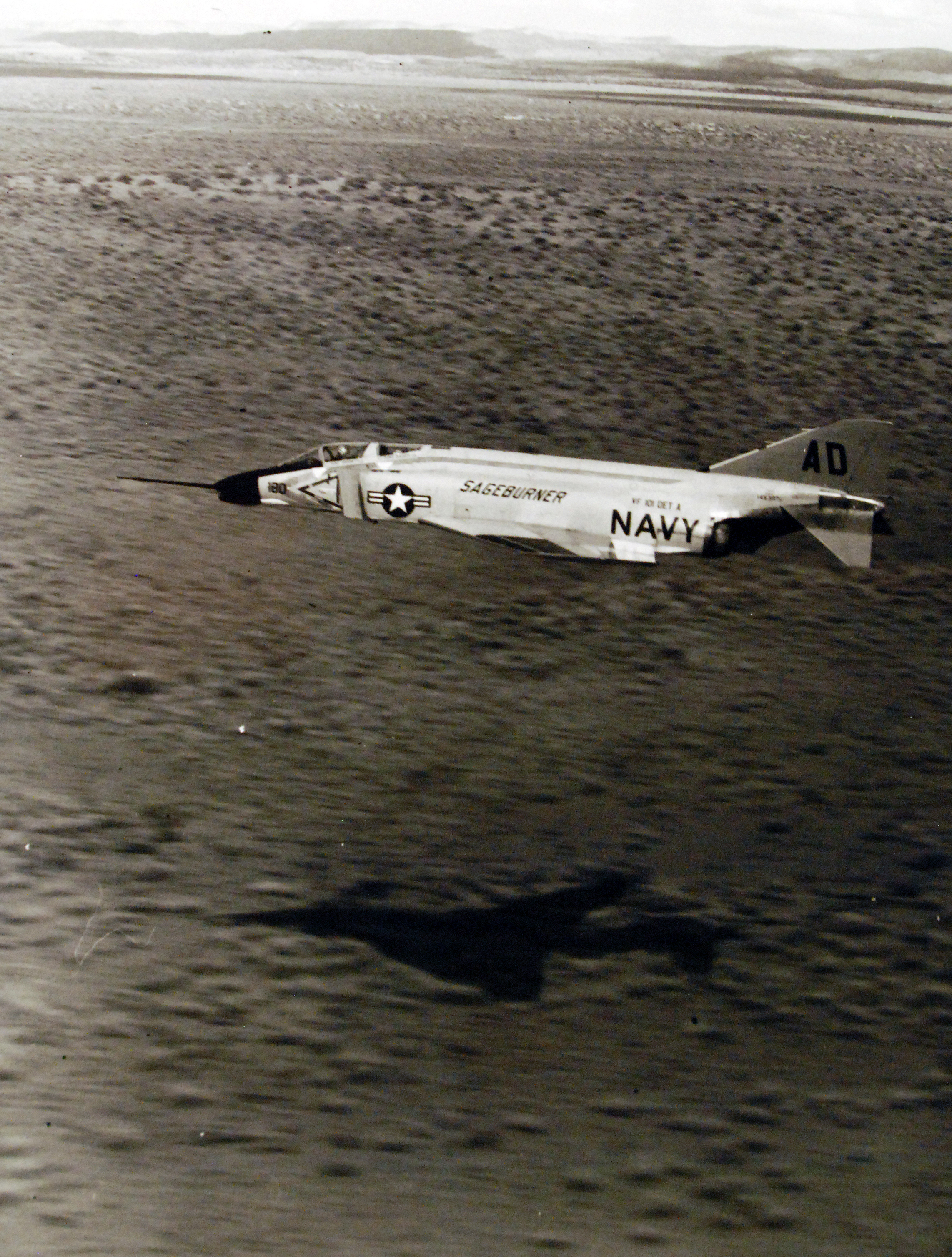
A Sageburner idején a VF–101 Grim Reapers Detachment A egyik gépe földközeli repülés során

Az új fejlesztésű típus alapos megismerése és bemutatása végett, 1959-ben a Haditengerészet egy rekordsorozatot írt elő a korai fejlesztési szakaszban. A sorozat során összesen 16 világcsúcsot állítottak fel a típussal. A Skyburner kivételével az összes repülést sorozatban gyártott repülőgéppel érték el, a sebességi rekordok közül öt megmaradt az F–15 Eagle 1975-ös csúcsdöntéséig.
Operation Top Flight
- 1959. december 6-án a második XF4H–1 prototípus, a 142260-as, egy „zoom climb” emelkedés-sorozatot hajtott végre egészen 30 040 méter (98 557 láb) magasságig. A Haditengerészettől ifj. Lawrence E. Flint parancsnok (Commander; alezredes) Mach 2,5-ig gyorsította a repülőgépet 14 330 méteren és 27 430 méterig 45°-os szögben emelkedett a repülőgéppel. Ezt követően leállította a turbinákat, majd siklásban tovább emelkedett a csúcsmagasságig. Ezt követően visszaereszkedett 21 300 méterre, majd Flint újraindította a hajtóműveket és folytatta a repülést normális üzemben.
- 1960. szeptember 5-én egy F4H–1 egy 500 km-es zárt körben átlagosan 1958,16 km/h-val repült.
- 1960. szeptember 25-én egy F4H–1F (később F–4A) 100 km-es zárt körben átlagosan 2237,37 km/h-s sebességet ért el. Ennek FAI regisztrációs száma a 8898 lett.

Operation LANAAz amerikai haditengerészeti repülés ötvenedik évfordulója alkalmából (az L a római ötvenes számot jelöli, az ANA pedig az Anniversary of Naval Aviation rövidítése) 1961. május 24-én öt darab F4H–1F Phantom II (148261, 148266, 148270, ...) repülte át az amerikai kontinenst. A repülési távokat három órán belül teljesítették, ami alatt többszöri légi utántöltést hajtottak végre. A leggyorsabb repülőgép, amely a Los Angeles–New York útvonalat repülte le, átlagosan 1400,28 km/h-s sebességgel repült és repülési ideje 2 óra 47 perc volt. Ezzel az eredménnyel a pilóta, aki később NASA űrhajós lett, Richard F. Gordon hadnagy és RIO-ja Bobbie Young hadnagy, 1961-ben megnyerte a Bendix-kupát.
Operation SageburnerA legalacsonyabb magasságon elért legnagyobb sebesség tesztje volt, melyet 1961. augusztus 28-án egy F4H–1F Phantom II állított be: már a transzszónikus tartományon túl 1452,777 km/h-s átlagsebességgel repült le egy hárommérföldes (4,82 km-es) útvonalat, mindössze 38,1 méteres magasságban. Ezt megelőzően május 18-án J. L. Felsman parancsnok, haditengerészeti pilóta életét vesztette a rekordfelállítás közben, műszaki hiba miatt repülőgépe megsemmisült.

## Harci alkalmazása

### Vietnami háború
A vietnami háborúban összesen hatvan század vett részt 1965. és 1973. között és tizenhét másik települt ideiglenes harcászati részvételre. Az F–4-ek csúcsidőszakában, 1972-ben 353 darab települt thaiföldi támaszpontokon. Az USAF a csapásmérő változatokból 445 darabot vesztett, ezekből 370 darabot harcászati bevetésekben. A 370 darabból 193 Észak-Vietnam felett zuhant le (33-at MiG-ek lőttek le, 30-at légvédelmi rakéták, 307-et a csöves csapatlégvédelem). A légierő összesen 107,5 db vietnami vadászgépet (33,5 db MiG–17, 8 db MiG–19, 66 db MiG–21) lőtt le a típussal 33 darabos veszteség mellett, a tengerészet századai 40-et 7 db elvesztésével, a tengerészgyalogság pedig hármat egy ellenében. Összesítve 150,5:42 lett a légigyőzelmi-veszteségi aránya az amerikai repülőcsapatoknál. Az észak-vietnami légierő jelentései ettől eltérnek: szerintük 103 darabot lőttek le csak MiG–21-esekkel, 54 darab MiG–21 elvesztése mellett.
Amerikai források szerint a vietnami háború végére az USAF összesen 528 darab F–4-et és RF–4-et vesztett el. Az összes repülőcsapatnemet vizsgálva, a US Navy és USMC 233 darabot, így összesen 761 darab Phantom II lett leírva a háborúban.